# Catalina II de Rusia
Catalina II de Rusia (en ruso: Екатерина Алексеевна, Ekaterina Alekséyevna), llamada Catalina la Grande (en ruso: Екатерина Великая, Ekaterina Velíkaya; Szczecin (Stettin), Pomerania, actualmente Polonia, 2 de mayo de 1729-San Petersburgo, Imperio ruso, 17 de noviembre de 1796 según el calendario gregoriano), fue emperatriz reinante de Rusia durante 34 años, desde el 28 de junio de 1762 hasta su muerte, a los 67 años. Llegó al poder después de derrocar a su marido, Pedro III. Durante su largo reinado, inspirado por las ideas de la Ilustración, Rusia experimentó un renacimiento de la cultura y las ciencias, que condujo a la fundación de muchas nuevas ciudades, universidades y teatros, junto con una inmigración a gran escala desde el resto de Europa y el reconocimiento de Rusia como una de las grandes potencias de Europa.
La vida de Catalina se divide en dos partes, aproximadamente de la misma duración. Entre 1729 y 1762, pasó de ser una princesa alemana a una gran duquesa rusa; de 1762 hasta que falleciera en 1796, fue emperatriz de Rusia. La principal fuente de información sobre su vida personal son sus Memorias, escritas en francés.
En su ascenso al poder y su gobierno del imperio, Catalina a menudo confió en sus nobles favoritos, sobre todo el conde Grigori Orlov y Gregorio Potemkin. Con la ayuda de generales de gran éxito como Alexander Suvórov o Piotr Rumiántsev, y almirantes como Samuel Greig o Fiódor Ushakov, gobernó en una época en la que el Imperio ruso se estaba expandiendo rápidamente por medio de la conquista y la diplomacia. En el sur, el Kanato de Crimea fue anexado tras las victorias sobre la Confederación de Bar y el Imperio otomano en la Guerra Ruso-Turca. Con el apoyo de Gran Bretaña, Rusia colonizó los territorios de la Nueva Rusia a lo largo de las costas de los mares Negro y Azov. En el oeste, la Mancomunidad de Polonia-Lituania, gobernada por el antiguo amante de Catalina, el rey Estanislao Augusto Poniatowski, fue particionado con el tiempo y el Imperio ruso obtuvo la mayor parte. En el este, los rusos se convirtieron en los primeros europeos en colonizar Alaska, estableciendo la América rusa.
Muchas ciudades y pueblos se fundaron por orden de Catalina en las tierras recién conquistadas, sobre todo Yekaterinoslav, Jersón, Nicolaiev y Sebastopol. Catalina, admiradora de Pedro el Grande, continuó modernizando Rusia siguiendo los lineamientos de Europa occidental. Sin embargo, el servicio militar obligatorio y la economía continuaron dependiendo de la servidumbre, y las crecientes demandas del Estado y de los terratenientes privados intensificaron la explotación del trabajo de los siervos. Esta fue una de las principales razones detrás de las rebeliones, incluida la rebelión de Pugachov de cosacos, nómadas, pueblos del Volga y campesinos.
Catalina recogió el legado de Pedro I de Rusia, «una ventana hacia Occidente en la costa del Báltico», y lo engrandeció, abriéndola en el mar Negro. Pedro importó tecnología, instituciones de gobierno y organización militar y Catalina trajo de Europa la filosofía jurídica, política y moral, además de medicina, arte, cultura y educación.
El Manifiesto sobre la libertad de la nobleza, emitido durante el breve reinado de Pedro III y confirmado por Catalina, liberó a los nobles rusos del servicio militar o estatal obligatorio. La construcción de muchas mansiones de la nobleza, en el estilo clásico respaldado por la emperatriz, cambió la faz del país. A menudo se la incluye en las listas de déspotas ilustrados. Como mecenas de las artes, presidió la época de la Ilustración rusa, incluyendo la creación del Instituto Smolny de Nobles Doncellas, la primera institución de educación superior para mujeres financiada por el estado en Europa.

## Primeros años
Catalina nació en Stettin, provincia de Pomerania, Reino de Prusia (actual Szczecin, Polonia). El padre de Catalina, Cristián Augusto, príncipe de Anhalt-Zerbst, era un general prusiano de la familia gobernante alemana de Anhalt, que ejercía de Gobernador de la ciudad de Stettin en nombre del rey de Prusia. Su madre era Juana Isabel de Holstein-Gottorp. Aunque nació como Sofía Federica Augusta (Sophie Friederike Auguste von Anhalt-Zerbst, apodada «Figchen»), una princesa alemana de rango menor, Catalina tenía una remota ascendencia sueca relacionada con Carlos IX. Debido a que el primo segundo de Sofía, Pedro III se convirtió al cristianismo ortodoxo, el hermano de su madre se convirtió en el heredero del trono sueco y dos de sus primos hermanos, Gustavo III y Carlos XIII, más tarde se convirtieron en reyes de Suecia.
De acuerdo con la costumbre imperante por entonces entre las dinastías gobernantes de Alemania, recibió su educación principalmente de una institutriz francesa y de tutores. Isabel Babette Cardel era el nombre de la gobernanta francesa que enseñó a leer, escribir y hablar francés a la pequeña futura emperatriz. Entre otros, le hizo leer a Corneille, Racine y Moliere, cosa que influiría en el futuro. El pastor luterano y capellán castrense, Wagner, complementó estos primeros estudios con clases de religión, geografía e historia.Según sus memorias, Sofía era considerada una marimacho y había aprendido a dominar la espada.
Aunque Sofía nació princesa, su familia tenía muy poco dinero. Su ascenso al poder fue apoyado por los ricos parientes de su madre Juana, que eran tanto nobles como parientes reales. Las más de 300 entidades soberanas del Sacro Imperio Romano Germánico, muchas de ellas bastante pequeñas y sin poder, crearon un sistema político altamente competitivo en el que las diversas familias principescas luchaban por aventajarse una a la otra, a menudo mediante matrimonios políticos. Para las familias principescas alemanas más pequeñas, un matrimonio ventajoso era uno de los mejores medios para promover sus intereses, y la joven Sofía fue preparada durante toda su infancia para convertirse en la esposa de un gobernante poderoso con el fin de mejorar la posición de su casa. Además de su alemán nativo, Sofía  llegó a dominar el francés, la lengua franca de las élites europeas en el siglo XVIII. La joven Sofía recibió la educación estándar para una princesa alemana del siglo XVIII, concentrándose en la etiqueta, el francés y la teología luterana.
Sofía conoció a su futuro esposo y primo segundo, el futuro Pedro III de Rusia (hijo de Ana Petrovna, y por tanto sobrino de la zarina Isabel), a la edad de 10 años en 1739. Ambos eran bisnietos de Cristián Alberto de Holstein-Gottorp (1641-1695). Según sus escritos, encontró a Pedro detestable al conocerlo. No le gustaba su tez pálida ni su afición al alcohol. Más tarde escribió que ella se quedó en un extremo del castillo y Pedro en el otro.
En 1739, Pedro se convirtió en duque de Holstein-Gottorp, bajo la regencia de su tío Adolfo Federico Holstein, que era obispo de Lübeck. En 1742, la emperatriz Isabel lo llevó a Rusia con la intención de convertirlo en su sucesor. Desde muy joven, Pedro se mostró bastante inestable, situación que empeoró tras su llegada a Rusia, país que no le gustó nada.

## Matrimonio y reinado de Pedro III

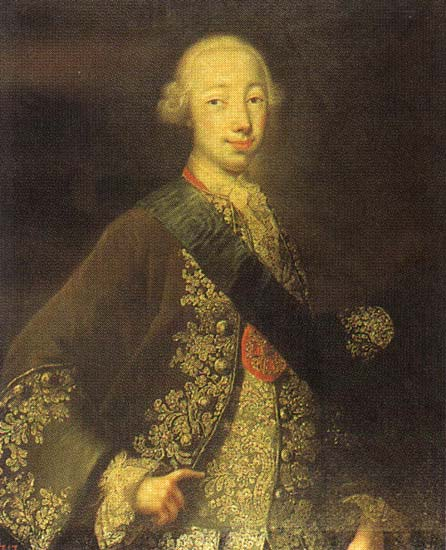
Imagen del rey Pedro III

La elección de Sofía como la futura esposa del zar (Pedro de Holstein-Gottorp) la realizó la emperatriz Isabel I y fue comunicada por carta a la familia cuando la seleccionada contaba con 14 años de edad.La madre de Sofía, Juana Isabel de Holstein-Gottorp, que seguía con interés los asuntos rusos, preveía el matrimonio de su hija con Pedro en fecha próxima. Tras enviar retratos de su hija a la corte rusa, fue invitada a viajar con ella a Rusia en enero de 1744. Influyó en la elección la gestión diplomática entre el conde Lestocq y Federico II de Prusia,  en el llamado asunto Lopujiná. Ambos querían fortalecer la amistad entre Prusia y Rusia para debilitar la influencia de Austria y arruinar al canciller Alekséi Bestúzhev-Ryumin, consejero de la zarina Isabel, y que era un conocido partidario de la alianza ruso-austríaca. Además a la emperatriz le gustaba esa familia, ya que ella había estado prometida al tío materno de Sofía, Carlos Augusto de Holstein-Gottorp, que había muerto de viruela en 1727 antes de que se casaran. Asimismo, Sofía era joven y carecía de experiencia política, por lo que posiblemente no representaba mayor peligro para el trono ruso. Por su parte, Sofía, que entonces tenía 14 años, comprendía lo que estaba en juego. Lejos de ignorar el prestigio y el poder asociados a su futuro estatus, hizo caso omiso de las dudas de su madre.
En febrero de 1744, Sofía y su familia fueron recibidos por un gran cortejo en Moscú, conociendo a la zarina Isabel I en el palacio de Annenhof, entonces ocupado por la familia imperial. Ese mismo le fue concedido el título de Gran Duquesa Catalina Alekseyevna.
La intriga diplomática casi fracasa, en gran medida debido a la intervención de la madre de Sofía, Juana Isabel, una inteligente y ambiciosa mujer. La imagen histórica de la madre de Catalina ha quedado como la de una mujer emocionalmente fría, así como una trepadora social que amó las intrigas y los chismes de la corte. Juana estaba tan cegada por la ambición de convertir a su hija en emperatriz de Rusia, que logró enfurecer a la zarina Isabel, la cual la obligó a salir del país, acusándola de espiar para el rey de Prusia. No obstante, a Isabel siempre le gustó la hija, y finalmente el matrimonio se celebró en 1745.
Al llegar a Rusia en 1744 a la edad de 15 años, la princesa Sofía no escatimó esfuerzos para congraciarse no solo con la emperatriz Isabel y con su marido, Alekséi Razumovski, sino también con el pueblo ruso. Se dedicaba con tal celo al aprendizaje de la lengua rusa que se levantaba por la noche y caminaba descalza para repasar las lecciones. Esto dio lugar a un grave ataque de neumonía, en marzo de 1744. Cuando escribió sus memorias describió cómo había formado su mente al llegar a Rusia para hacer todo lo que fuese necesario y profesar creer en todo lo que se requiriera de ella a fin de estar calificada para llevar la corona. Aunque llegó a dominar el idioma, conservó un acento alemán que nunca pudo perder.
Sofía recordó en sus memorias que nada más llegar a Rusia enfermó de una pleuritis que casi la mata. Atribuyó su supervivencia a las frecuentes sangrías, llegando en un solo día a recibir hasta cuatro flebotomías. La oposición de su madre a esta práctica le valió el desagrado de la emperatriz. Cuando la situación de Sofía parecía desesperada, su madre Juana quiso que un pastor luterano le confesara. Sin embargo, al despertar de su delirio, Sofía al parecer le dijo: «No quiero a ningún luterano; quiero a mi padre ortodoxo». Esto elevó aún más la estima que le tenía la emperatriz.
Su padre, un devoto luterano, se opuso firmemente a la conversión de su hija a la Iglesia ortodoxa rusa, condición necesaria para contraer matrimonio con un príncipe ruso, pero a pesar de sus instrucciones, el 28 de junio de 1744 fue bautizada con el nombre de Catalina (Yekaterina o Ekaterina) y el apellido materno (artificial) de Alekséyevna (hija Alekséi), de manera que quedó convertida en tocaya de Catalina I, madre de Isabel y abuela materna de Pedro III. El compromiso tuvo lugar al día siguiente, cuando se convirtió en «Gran Duquesa y Alteza Imperial». Al año siguiente tuvieron lugar los esponsales, y Catalina se casó con el gran duque Pedro el 21 de agosto de 1745 en San Petersburgo. Catalina acababa de cumplir 16 años, y su padre no viajó a Rusia para la boda. Los recién casados se instalaron en el palacio de Oranienbaum, que fue la residencia de la «joven corte» durante 54 años.Desde allí gobernaron el ducado de Holstein-Gottorp (que ocupaba menos de un tercio del actual estado alemán de Schleswig-Holstein, incluso con la parte de Schleswig ocupada por Dinamarca) para adquirir experiencia para gobernar Rusia.

## El golpe de Estado de 1762
Aparte de brindarles tal experiencia gobernando, el matrimonio fracasó. El fracaso del matrimonio fue debido supuestamente a la impotencia y la inmadurez del gran duque Pedro, que contaba con 18 años el día de su boda y no pudo consumarlo durante ocho años. Tras ocho años de matrimonio (1753), Catalina seguía sin tener hijos. La emperatriz Isabel I, ella misma sin hijos, insistió en que diera un heredero a su sobrino. Incluso, al parecer, le propuso que tomara como amante al príncipe Lev Alexandrovitch Narychkin (1733-1799) o al conde Sergéi Saltykov. Para entonces, el distanciamiento de la pareja parece definitivo y Pedro toma una amante (Yelizaveta Vorontsova), mientras que Catalina no duda en replicarle involucrándose con otras figuras prominentes de la corte y manteniendo relaciones con Sergéi Saltykov, Charles Hanbury Williams y Estanislao II Poniatowski, y otros hombres a lo largo de su reinado. Pronto se hizo popular entre varios grupos políticos poderosos que se oponían a su marido. Se convirtió en amiga de Catalina Dáshkova, la hermana de la amante de su marido, quien le presentó a varios grupos de políticos poderosos que se oponían a él. Sin embargo, Catalina había estado involucrada en planes militares contra Isabel con el probable objetivo de deshacerse de Pedro III posteriormente desde al menos 1749.  En 1754 tuvo un hijo, Pablo (1754-1801), cuya paternidad es ambigua.
Aburrida de su marido, Catalina se convirtió en una ávida lectora de libros, principalmente en francés. Menospreciaba a su marido por la devoción de este a la lectura, por un lado, de «libros de oraciones luteranos, y por el otro, la historia y el juicio de algunos ladrones de caminos que habían sido ahorcados o despedazados en la rueda». Catalina leía mucho y se mantenía informada sobre los acontecimientos de Rusia y del resto de Europa. Fue durante este período cuando leyó por primera vez a Voltaire y otros filósofos de la Ilustración francesa. A medida que aprendió ruso, se interesó cada vez más por la literatura de su país de adopción. Finalmente, fueron los Anales de Tácito los que provocaron lo que ella llamó una «revolución» en su mente adolescente, ya que Tácito fue el primer intelectual que leyó que entendía las políticas de poder tal como eran, no como deberían ser. Catalina quedó especialmente impresionada con su argumento de que las personas no actúan por sus profesas razones idealistas y, en cambio, aprendió que era necesario buscar los «motivos ocultos e interesados».Mantuvo correspondencia con muchas de las mentes prominentes de la época, incluyendo a Voltaire y Diderot.
El temperamento de Pedro III se volvió insoportable para quienes residían en el palacio. Anunciaba ejercicios en las mañana a los sirvientes varones, quienes luego se unían a Catalina en su habitación para cantar y bailar hasta altas horas de la noche.
En 1759, Catalina quedó embarazada de su segunda hija, Anna, que sólo vivió 14 meses. Debido a varios rumores sobre la promiscuidad de Catalina, a Pedro se le hizo creer que no era el padre biológico del niño y se sabe que proclamó: «¡Vete al diablo!» cuando Catalina desestimó enojada sus acusaciones. En consecuencia, Catalina pasó gran parte de este tiempo sola en su tocador privado para esconderse de la personalidad abrasiva de Pedro. En la primera versión de sus memorias, editadas y publicadas por Aleksandr Herzen, Catalina dio a entender claramente que el verdadero padre de su hijo Pablo no era Pedro, sino Serguéi Saltykov.
Después de la muerte de la emperatriz Isabel el 5 de enero de 1762, Pedro subió al trono como Pedro III de Rusia y la pareja se trasladó al nuevo Palacio de Invierno en San Petersburgo; Catalina se convirtió así en emperatriz consorte de Rusia. Sin embargo, las excentricidades del nuevo zar, su política de secularización de bienes y tendencia filoprusiana le granjearon la enemistad de varios sectores; entre ellos, la Iglesia. A la muerte de la emperatriz, el ejército ruso, aliado con la Francia de Luis XV y la Austria de María Teresa en el marco de la guerra de los Siete Años, sitiaba Berlín, capital del reino de Prusia de Federico II, e incluso estaba a punto de vencer. Pedro, sin embargo, apoyaba a Federico II, erosionando gran parte de su apoyo entre la nobleza. Asimismo, cesó las operaciones rusas contra Prusia y Federico sugirió la partición de los territorios polacos con Rusia. Pedro incluso prometió unirse a Federico en su guerra contra Austria. Para complicar más el asunto, Pedro intervino en una disputa entre Holstein y Dinamarca sobre la provincia de Schleswig, apoyando al primero, su país natal, y despertando la impopularidad entre la nobleza ante una guerra muy alejada de los intereses de Rusia, en tanto Dinamarca había sido un aliado tradicional de Rusia contra Suecia.
En julio de 1762, apenas seis meses después de convertirse en emperador, Pedro cometió el error político de retirarse con sus guardias de Holstein y sus amigos a Oranienbaum, dejando a su esposa en otro palacio cercano en San Petersburgo. Catalina, que se sentía amenazada, decidió tomar el poder por la fuerza y derrocar a su marido, con la ayuda de Nikita Panin y los hermanos Orlov (en particular su amante, Grigori Orlov). En la noche del 8 de julio, Catalina recibió la noticia de que uno de sus cómplices había sido arrestado por su marido y que el golpe que habían estado planeando se llevaría a cabo de inmediato. Al día siguiente, Catalina abandonó el palacio y partió hacia el Regimiento de Ismailovsky, donde pronunció un discurso pidiendo a los soldados que la protegieran de su marido. Luego, Catalina partió con el Regimiento de Ismailovsky para ir al Cuartel de Semenovsky, donde el clero la esperaba para ordenarla como única ocupante del trono ruso y comenzó su reinado como Emperatriz de Rusia como Catalina II. Catalina ordenó entonces arrestar a su marido. El 13 y 14 de julio, la Guardia Imperial Rusa, al mando de Grigori Orlov, amante de Catalina, se rebeló, deponiendo a Pedro, y proclamando a su esposa como gobernante de Rusia. Catalina lo obligó a firmar un documento de abdicación, sin dejar a nadie que pusiera en duda su ascenso al trono. El golpe triunfó sin derramamiento de sangre; Catalina Dáshkova, confidente de la emperatriz, señaló que Pedro parecía no tener problema en abandonar el trono, y solo pedía a cambio una tranquila finca, su viejo violín y suministros de tabaco y vino de Borgoña.
Seis meses después de su acceso al trono, y tres días después de su deposición, el 17 de julio de 1762, Pedro III falleció en Ropsha, posiblemente a manos de Alekséi Orlov (hermano menor de Grigori). Se asume generalmente que Pedro fue asesinado, pero se desconocen a ciencia cierta las causas de su muerte. La causa oficial, tras una autopsia, fue un ataque severo de cólico hemorroidal y un derrame cerebral.En cualquier caso, los historiadores de la época soviética acusaron a Catalina de haber ordenado el asesinato, como también dispuso los de otros posibles reclamantes al trono (Iván VI y la princesa Tarakánova), pero muchos historiadores modernos creen que no tuvo que ver con ello.
Al momento del derrocamiento de Pedro III, otros posibles rivales por el trono incluían a Iván VI (1740-1764), que había estado confinado en Schlüsselburg, en el lago Ládoga, desde que tenía seis meses y de quien se pensaba que estaba loco. Iván VI fue asesinado durante un intento de liberarlo como parte de un fallido golpe de Estado contra Catalina. Al igual que Isabel antes que ella, Catalina había dado instrucciones estrictas de que Iván debía ser asesinado en caso de tal intento. La mujer más tarde conocida como la Princesa Tarakánova (c. 1745-1775) era otra rival potencial.
Catalina, aunque no descendía de emperadores rusos, sucedió a su marido, tras el precedente establecido cuando Catalina I de Rusia sucedió a Pedro I en 1725. Su manifiesto de acceso al trono justifica su sucesión, citando la «elección unánime» de la nación. La coronación de Catalina la Grande tuvo lugar el 22 de septiembre de 1762 en el Kremlin. Tenía treinta y tres años, la misma edad que tenía Isabel I de Rusia cuando organizó un golpe contra Anna Leopoldovna. Su hijo Pablo tenía ocho años.
Sin embargo, una gran parte de la nobleza lo consideró como una usurpación, tolerable solo durante la minoría de su hijo, el gran duque Pablo. En la década de 1770, un grupo de nobles relacionados con Pablo (Nikita Ivánovich Panin y otros) contemplaron la posibilidad de un nuevo golpe para deponer a Catalina y transferir la corona a su hijo, cuyo poder quedaría restringido previamente en una especie de monarquía constitucional. Pero nada de esto se llevó a cabo, y Catalina reinó hasta su muerte.

## Reinado (1762-1796)
Catalina fue coronada en la Catedral de la Dormición de Moscú el 22 de septiembre de 1762. Su coronación marca la creación de uno de los principales tesoros de la dinastía Romanov, la Corona Imperial de Rusia, diseñada por el joyero de diamantes de la corte suizo-francesa Jérémie Pauzié. Inspirada en el diseño bizantino, la corona estaba construida con dos medias esferas, una de oro y otra de plata, que representaban los Imperios Romanos de Oriente y Occidente, divididas por una guirnalda foliada y sujetas con un aro bajo.
La corona contiene 75 perlas y 4.936 diamantes indios que forman hojas de laurel y roble, símbolos del poder y la fuerza, y está rematada por una espinela de rubí de 398,62 quilates que perteneció a la emperatriz Isabel, y una cruz de diamantes. La corona se creó en un tiempo récord de dos meses y pesaba 2,3 kg. Desde 1762, la Gran Corona Imperial fue la corona de coronación de todos los emperadores Romanov hasta la abolición de la monarquía en 1917. Es uno de los principales tesoros de la dinastía Romanov y ahora se exhibe en el Museo de Armería del Kremlin de Moscú.
Tras asumir el control de Rusia, Catalina revirtió inmediatamente las reformas de Pedro III, devolviendo a la iglesia ortodoxa toda la tierra que había sido secularizada, devolviendo los viejos uniformes y estructura a los regimientos de la Guardia y cancelando la guerra con Dinamarca.
En cuanto a política interior y exterior, intentó una europeización del país y otorgó a la nobleza un puesto relevante que hasta ese momento no había tenido.Anteriormente fracasó en su intento de crear un código con las ideas de Montesquieu y vivió una contienda en 1773 con los campesinos, por la nefasta situación social en que la población vivía. Esto provocó una nueva reestructuración del gobierno regente. Exteriormente, se centró en la expansión territorial, aunque a costa de Polonia y Turquía. Se la denominó Semíramis del Norte, y fue considerada como una mujer inteligente, culta, sagaz, muy hábil y apasionada. Mantuvo una gran amistad y comunicación con los grandes ilustrados franceses, como Diderot, Montesquieu o Voltaire, o con el escritor belga Charles-Joseph de Ligne. El gran amor de su vida fue el príncipe Grigori Potiomkin, que fue su gran apoyo político.

## Política interna
Al mismo tiempo que extendía los límites de su imperio, Catalina introducía novedades en la agricultura y la industria, basándose en el pensamiento del siglo de las Luces. Creó una estructura para reformar las leyes. Se instituyó una Comisión Legislativa (Уложенная комиссия, Ulozhénnaya komíssiya) que representaba a todas las clases salvo a los siervos, pero se disolvió antes de que pudiera ser eficaz, tal vez porque había pasado a ser demasiado conservadora tras la insurrección del atamán cosaco Yemelián Pugachov entre 1773 y 1774.

### Rebelión de Yemelián Pugachov

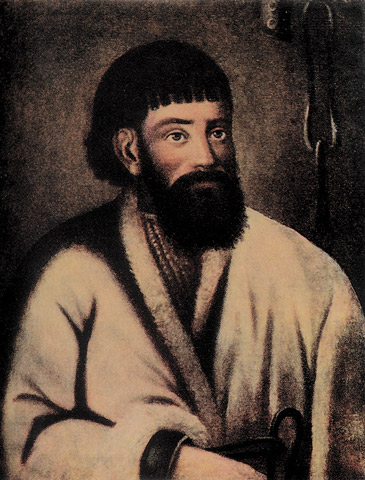
Yemelián Pugachov.

Durante 1768-1774 en la guerra con el Imperio otomano, Rusia experimentó una agitación social importante causada por la sublevación de Pugachov. En 1773, un cosaco del Don llamado Yemelián Pugachov declaró ser el destronado zar Pedro III, rechazando la autoridad de la emperatriz Catalina. Otras comunidades y agrupaciones cosacas, además de varias etnias turcomanas que sentían el choque del Estado centralizado ruso, junto a trabajadores industriales en los Montes Urales, así como los campesinos que esperaban escapar a la servidumbre, se unieron en una rebelión de alcance masivo. La preocupación principal del régimen imperial era entonces la guerra contra Turquía y ello permitió a los rebeldes de Pugachov tomar el control de una gran zona de territorio en la cuenca del río Volga, pero el ejército regular derrotó ferozmente la rebelión en 1774.
La sublevación de Pugachov alentó la determinación de Catalina para reorganizar la administración provincial de Rusia. En 1775, dividió Rusia en provincias y distritos según las estadísticas de la población. Se otorgó a cada provincia una amplia administración, destacamentos de policía y un aparato judicial. Los nobles tuvieron que servir, no superando el tiempo establecido para el gobierno central, pues la ley así lo había requerido desde tiempos de Pedro el Grande, y muchos de ellos recibieron papeles significativos en administrar gobiernos provinciales, con lo cual la autoridad imperial confiaba tales puestos a aristócratas de confianza, obedientes al zar y que aseguraban que el poder central llegase a cada rincón del Imperio.

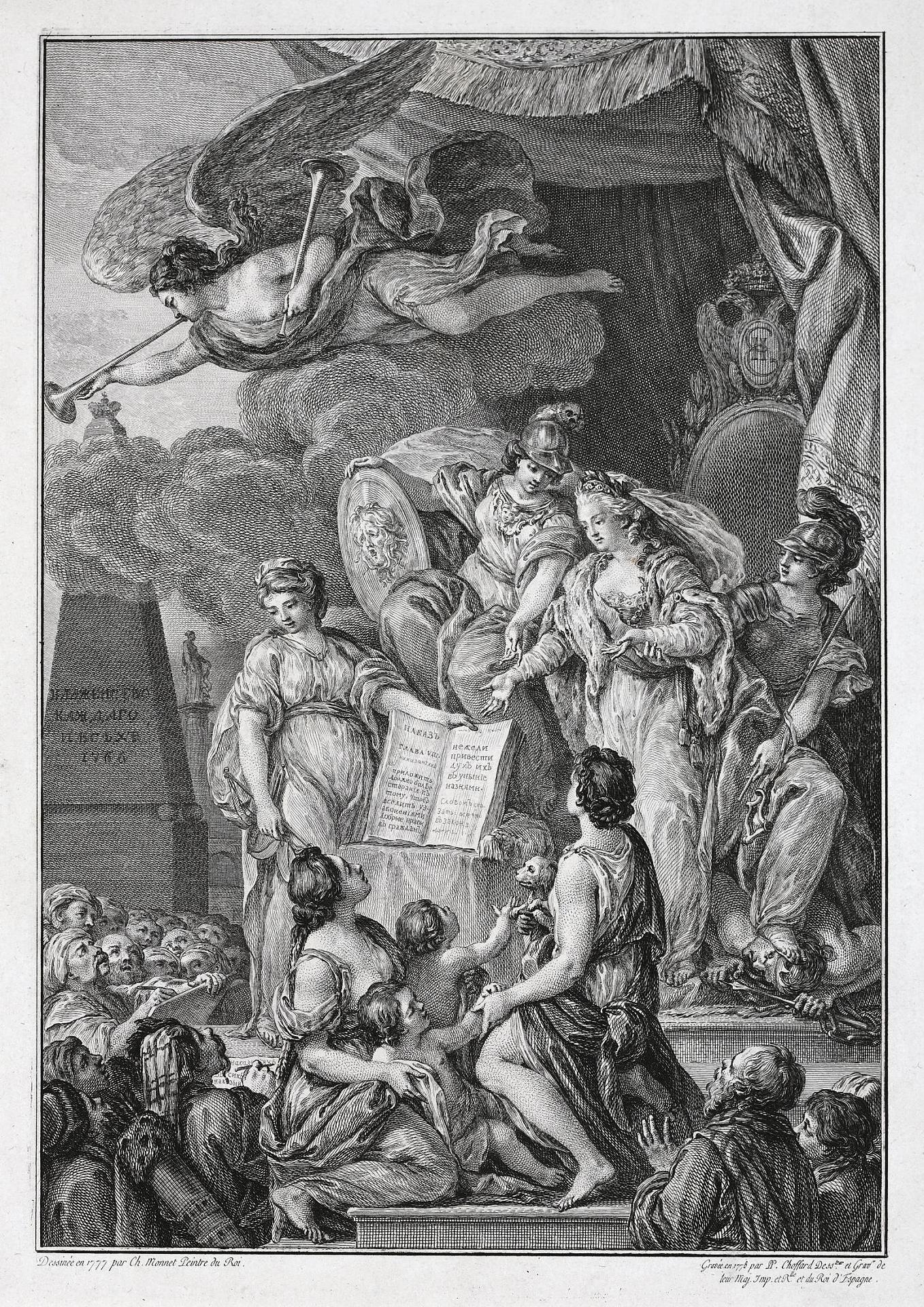
Catalina y La Instrucción por Pierre-Philippe Choffard.

Catalina también procuró organizar la sociedad en grupos sociales bien definidos y estratificados. En 1785, publicó las cartas a los nobles y señores del pueblo. La carta a la nobleza confirmó la liberación de los nobles respecto del servicio obligatorio y les dio derechos como clase privilegiada y servidora directa de la autocracia rusa. La carta a las ciudades probó ser más complicada y en última instancia mucho menos acertada que la publicada para los nobles. No se llegó a publicar una carta similar para los campesinos, ni para mejorar las condiciones de los siervos.
Los historiadores han discutido la sinceridad de Catalina como monarca representativa de la Ilustración, pero pocos han dudado que creyó realmente en el activismo del gobierno dirigido, desarrollando al máximo los recursos del Imperio y haciendo su administración más eficaz. Inicialmente, Catalina procuró racionalizar procedimientos del gobierno mediante modificaciones en las leyes.
En 1767, Catalina creó la Comisión Legislativa (Уложенная комиссия, Ulozhénnaya komíssiya), formada por nobles, grandes terratenientes y otros aristócratas, para sistematizar las leyes del Imperio ruso adoptadas con posterioridad al cuerpo legal del Sobórnoye ulozhéniye de 1649. Aunque la Comisión no formuló un nuevo Código legal, La Instrucción («Наказ» Екатерины II, Nakaz de Catalina II) a la Comisión Legislativa introdujo a la sociedad rusa en el pensamiento político y legal occidental, desarrollado por Montesquieu (especialmente en El espíritu de las leyes), Cesare Beccaria (en De los delitos y las penas), d'Alembert y Diderot.

### Consecuencias del expansionismo
Aunque integrar parte del territorio de Polonia a su imperio significó apoderarse de nuevas tierras fértiles, esto también creó nuevas dificultades para el Imperio ruso. Al perder a Polonia como Estado colchón, Rusia tuvo que compartir frontera —a partir de esos momentos— con las grandes potencias, Prusia y Austria, que podrían ser eventuales rivales. Además, el Imperio ruso llegó a ser más étnicamente heterogéneo que antes al absorber a una gran cantidad de etnias, tales como los ucranianos, bielorrusos y judíos. Los ucranianos y bielorrusos, que en su mayoría trabajaban como siervos bajo el dominio polaco, cambiaron poco su situación al principio bajo poder ruso. Los polacos, tradicionalmente católicos y herederos de una antigua potencia militar, se resistían a perder su independencia económica y cultural; siendo un pueblo difícil de controlar, efectuaron a lo largo del siglo XIX varias sublevaciones fallidas contra los rusos.
También a fines del siglo XVIII, Catalina suprimió la autonomía de Ucrania al este del río Dniéper, la de los territorios bálticos y la de varias áreas pobladas por cosacos. Así ordenó la supresión de la Sich de Zaporozhia vulnerando el Tratado de Pereyáslav de 1654. Con su énfasis en un imperio uniformemente administrado, Catalina (aunque era alemana por su origen) puso las bases de una política de rusificación que en sus últimos años de reinado ya se había impulsado, y que sería ejecutada más intensamente por sus sucesores.

### Reducción de judíos a una zona de asentamiento obligatoria
Desde la fundación del Reino de Polonia (1025) y hasta la unión polaco-lituana (1569), Polonia fue uno de los países más tolerantes de Europa, convirtiéndose en el hogar de una de las comunidades judías más grandes y vibrantes del mundo. Para los historiadores de la época, Polonia se había convertido en algo similar a un «paraíso judío» de judíos asquenazíes. El establecimiento de la unión polaco-lituana debido a una serie de invasiones extranjeras y de cambios culturales, como la reforma protestante y el posterior Concilio de Trento, provocaron que la tolerancia religiosa, que era tradicional en Polonia, empezara a mermar desde el siglo XVII. Pero con la expansión occidental de Rusia bajo Catalina se anexaron diversas porciones del territorio polaco. Rusia recibió así las zonas que comprenden la actual Bielorrusia y Livonia, y con la desaparición del país como estado soberano, los judíos fueron víctimas de leyes antisemitas ante todo a causa del creciente antisemitismo del Imperio ruso.
Catalina suprimió los derechos a los judíos del imperio en 1742, que desde entonces fueron considerados como población extranjera. Un decreto de 3 de enero de 1792 obligó a los judíos a vivir solo en el extremo más occidental del imperio, denominado zona de asentamiento, y les prohibió acercarse a los grandes núcleos urbanos rusos. Ello inició una etapa de antisemitismo de Estado que degeneró en discriminación violenta hacia finales del imperio traducida en los pogromos.

### Fomento de la inmigración de alemanes étnicos
Desde 1763, colonos alemanes étnicos comenzaron a emigrar principalmente de Hesse, Renania-Palatinado, Baden-Wurtemberg y Baviera para reunirse en la ciudad de Büdingen, en Oberhessen, y emprender todos juntos el viaje hacia Rusia, aceptando una invitación de la emperatriz Catalina II de Rusia de afincarse en las tierras del bajo Volga. Allí fundaron en 1764 la primera aldea (Dobrinka), las que llegaron cinco años más tarde a un centenar, totalizando cerca de 30 000 habitantes en esa primera colonización.
Al lado occidental del Volga se lo llamó Bergseite /bérgsaite/ (lado montañoso), y al lado este Wiesenseite /vísensaite/ (lado de prados o llano). Así, las colonias fundadas se identifican como las que son de la Bergseite o de la Wiesenseite, y se fijó como capital de la primera la ciudad de Sarátov, y como capital o centro jurídico de la segunda, a Samara.
La inmigración alemana a esta zona se mantuvo relativamente constante durante casi 100 años, aunque hacia el último período algunos se asentaron en las tierras de Odesa, a orillas del mar Negro, en respuesta a otro edicto que invitaba a colonizar especialmente a alemanes, pero esta vez de parte del zar Alejandro I de Rusia, nieto de Catalina. Este grupo es conocido como los alemanes del Mar Negro.

### La política interna de los últimos años

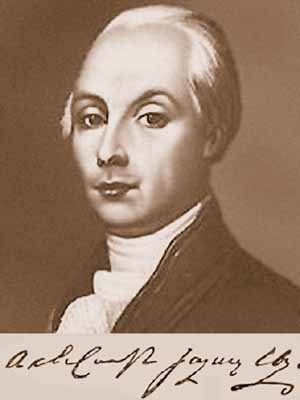
Retrato de Aleksandr Radíshchev.

La «occidentalización» de Rusia continuó durante el reinado de Catalina. Un aumento en el número de libros y de periódicos también trajo adelante discusiones intelectuales y la crítica social propia de la Ilustración rusa. En 1790, Aleksandr Radíshchev publicó su libro El Viaje de San Petersburgo a Moscú, un ataque feroz contra el sistema de servidumbre y contra la autocracia. Catalina, asustada ya por la Revolución francesa, hizo que Radíschev fuese arrestado y enviado a Siberia. Radíschev ganó más adelante el reconocimiento de padre del radicalismo ruso.
Catalina terminó de desarrollar muchas de las políticas de Pedro el Grande y fijó las bases para la expansión imperial del siglo XIX. Además, hizo construir el Palacio Pávlovsk para su hijo Pablo, que es parte del Patrimonio Cultural de Rusia.
El Imperio ruso se convirtió en un país capaz de competir con sus vecinos europeos en las esferas militar, política y diplomática. La élite de Rusia acabó por convertirse en una de las más cultas, tal y como sucedía en los países de la Europa Central y Occidental de la época. No obstante, la organización de la sociedad y del sistema de gobierno, las grandes instituciones centrales de la administración provincial de Catalina, seguía siendo la misma sociedad dividida en estratos sociales cuidadosamente delimitados y donde la movilidad social era difícil, tal como se había previsto desde tiempos de Pedro I, no produciéndose ningún cambio en tal sentido hasta la emancipación de los siervos en 1861 y, en algunos aspectos, hasta la caída de la monarquía en 1917. Catalina dio un empuje para la expansión rusa hacia el sur, incluyendo el establecimiento de Odesa como el principal puerto mercantil ruso en el Mar Negro, con tal de que sirviese como base para el comercio del grano del siglo XIX.
A pesar de tales realizaciones, el imperio que Pedro I y Catalina II habían construido seguía enfrentado a problemas fundamentales. Una élite pequeña de europeizados, enajenada de la masa de rusos ordinarios, planteó preguntas sobre la misma esencia de la historia, de la cultura y de la identidad de Rusia. Rusia alcanzó su preeminencia militar por confianza en la coerción y en una economía dirigida por la corte imperial, bastante primitiva, y principalmente basada en el sistema de servidumbre para actividades económicas primarias como la agricultura, minería y ganadería. El desarrollo económico de Rusia era insuficiente para las necesidades del siglo XVIII y estaba muy alejado aún del grado de transformación que la primera Revolución industrial causaba en países occidentales.
La tentativa de Catalina para organizar la sociedad rusa en rígidos estamentos corporativos hizo frente al temprano desafío de la Revolución francesa, que propugnaba una ciudadanía individual. La extensión territorial y la incorporación a Rusia de un número en aumento de no-rusos en el imperio fijaron el principio del problema futuro de las nacionalidades. Finalmente, la primera cuestión de la servidumbre y la autocracia en los argumentos morales presagiaron el conflicto entre el Estado y la intelectualidad, que llegó a ser dominante en el siglo XIX.
A principios del siglo XIX, la población de Rusia, los recursos, la diplomacia internacional y las fuerzas militares le hicieron uno de los Estados de mayor poderío del mundo. Su poder le permitió desempeñar un papel cada vez más activo en los asuntos de Europa. Este papel llevó al Imperio a participar años después en una serie de guerras contra Napoleón, que tenían consecuencias de gran envergadura para Rusia y el resto de Europa. Después de aceptar la Ilustración con entusiasmo durante el siglo XVIII, la élite de Rusia se tornó en opositora activa de las tendencias de liberalización en la Europa central y occidental desde 1789.
Internamente, la población de Rusia había crecido de forma diversa con cada adquisición territorial. La población incluía luteranos fineses, bálticos alemanes, estonios y algunos lituanos, había también católicos lituanos, polacos y algunos letones, ortodoxos bielorrusos y ucranianos, pueblos musulmanes a lo largo de la frontera meridional del Imperio y en el este, griegos ortodoxos y de S'akartvelos, y miembros de la Iglesia apostólica armenia. Con la influencia occidental, la oposición a la autocracia rusa fue en aumento; ante ello el régimen reaccionó creando una especie de policía secreta, así como también imponiendo la censura para cortar las actividades de las personas que abogaban el cambio o movimiento nacionalista alguno en el interior del Imperio. El régimen seguía confiando en su economía basada en siervos como una herramienta destinada a servir como apoyo a las clases altas, al gobierno y a las fuerzas militares. Finalmente, en 1861, el biznieto de Catalina, el emperador Alejandro II, aboliría la servidumbre.

## Política exterior
Durante el reinado de Catalina la Grande se ampliaron las fronteras del Imperio ruso hacia el sur y hacia el oeste absorbiendo Nueva Rusia, Crimea, Ucrania, Bielorrusia, Lituania, y Curlandia a expensas de los dos estados más extensos de la zona, el Imperio otomano y la Mancomunidad Polaco-Lituana. En total añadió unos 518 000 km² al territorio ruso.

### Expansión rusa bajo Catalina II

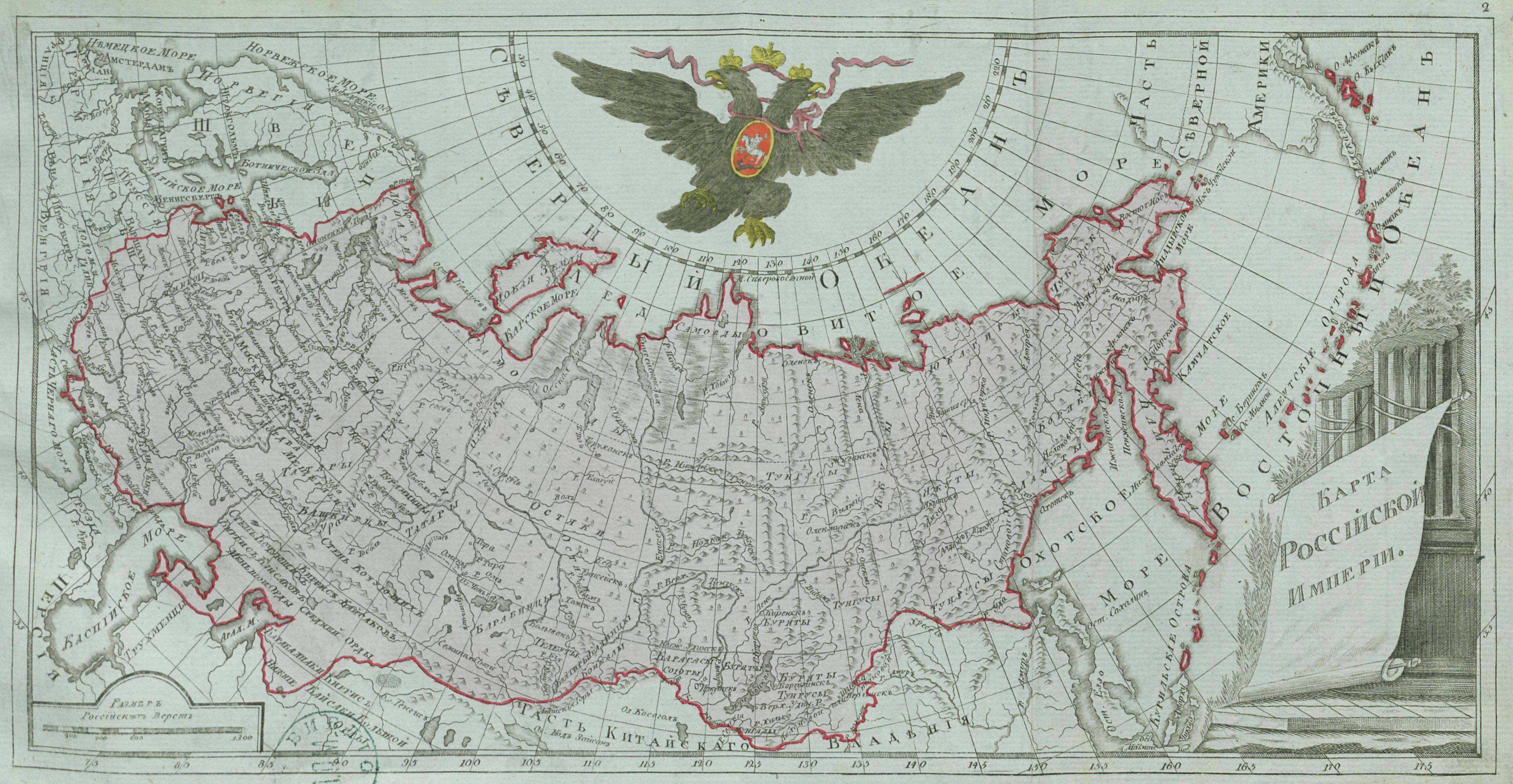
Imperio ruso durante el gobierno de Catalina.

Expansión de Rusia entre 1300 y 1945.

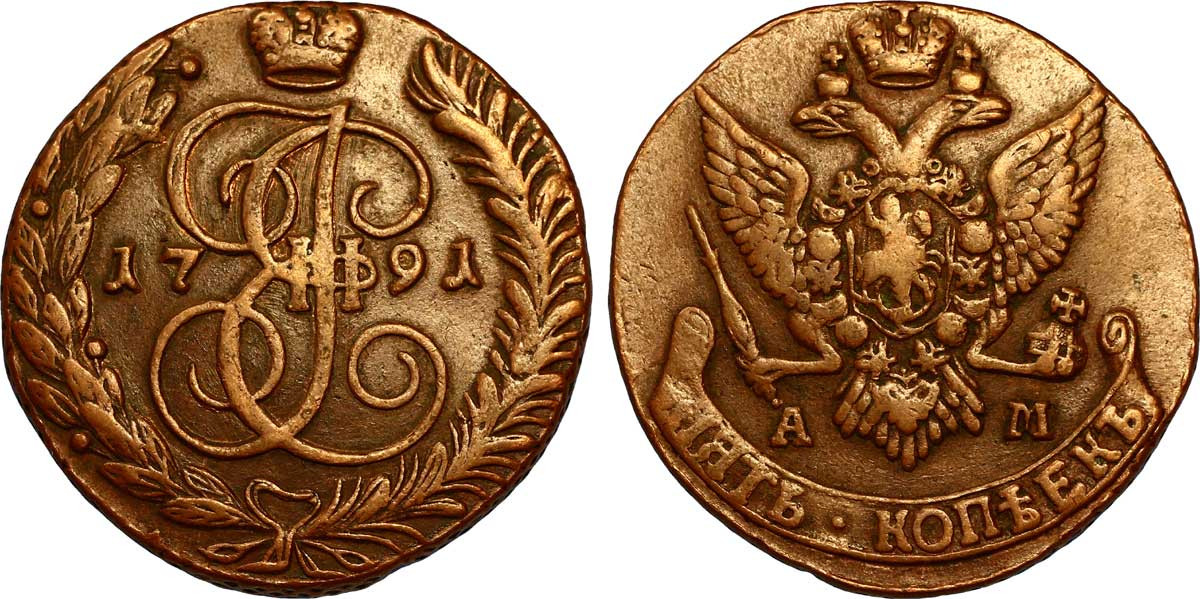
Moneda de 5 kopeks con el anagrama de Catalina II de Rusia.

La extensión imperial obtenida en el reinado de Catalina II trajo al imperio enormes territorios nuevos en el sur y el oeste así como la consolidación del gobierno interno. Después de la guerra ruso-turca contra el Imperio otomano en 1768, por el Tratado de Küçük Kaynarca en 1774, Rusia adquirió una conexión directa al mar Negro, mientras los tártaros de Crimea se convirtieron en un estado independiente de los otomanos. En 1783 Catalina anexionó Crimea. Tras una nueva guerra ruso-turca con el Imperio otomano, por el tratado de Iasi en 1792 se amplió el dominio territorial de Rusia hacia el suroeste, llegando al río Dniéster. Los términos del tratado redujeron las ambiciosas metas del presunto proyecto magno de Catalina: la expulsión total de los otomanos de Europa y la renovación del Imperio romano de Oriente bajo control ruso. El Imperio otomano no planteó nuevamente una amenaza seria al Imperio ruso; al contrario, los gobernantes turcos se vieron forzados a tolerar un aumento de la influencia rusa en los Balcanes.
La expansión occidental de Rusia bajo Catalina resultó en el reparto de la Mancomunidad de Polonia-Lituana. Polonia, que había sido potencia regional entre los siglos XVI y XVII empezó a debilitarse gravemente a lo largo del siglo XVIII, mostrando continuas luchas entre su aristocracia y un creciente desorden interno. Una señal evidente del debilitamiento de Polonia ocurrió cuando cada uno de sus poderosos vecinos —Rusia, Prusia y Austria— intentaron colocar a su propio candidato en el trono polaco generando la Guerra de Sucesión de Polonia, que envolvió a toda Europa. En 1772 Rusia, Austria y Prusia llegaron a un acuerdo informal para anexarse diversas porciones del territorio polaco, por el cual Rusia recibió las zonas que comprenden la actual Bielorrusia y Livonia. Después de la primera partición, Polonia instauró un nuevo régimen que inició un programa extenso de reformas, que incluyó una Constitución democrática, la Constitución del 3 de mayo de 1791, lo cual alarmó a las facciones más reaccionarias de la aristocracia polaca, la cual pidió a su vez la ayuda de Rusia. Usando como excusa el peligro del radicalismo liberal tras la Revolución francesa de 1789, Austria, Prusia y Rusia (que careció de Constitución hasta 1906) reclamaron la abolición de la Constitución polaca de 1791. En 1793 Polonia volvió a ver reducido su territorio tras una invasión conjunta de sus vecinos que dio lugar a la segunda partición. Esta vez, el Imperio ruso obtuvo la mayoría de Bielorrusia y el sector de Ucrania que está situado al oeste del río Dniéper. La partición de 1793 condujo a una sublevación nacionalista en Polonia contra la influencia de rusos y prusianos, la cual terminó siendo derrotada por los ejércitos de Rusia y Prusia en 1795, dando lugar a la tercera partición en ese mismo año. El territorio polaco que aún se mantenía independiente fue repartido por ambos invasores. Consecuentemente Polonia desapareció del mapa político internacional.

## Guerras ruso-turcas

### Guerra ruso-turca (1768-1774)
La guerra ruso-turca de 1768-1774 fue un conflicto decisivo que estableció el control ruso de facto sobre el sur de Ucrania, hasta entonces dominada por el Imperio otomano a través de su Estado títere, el Kanato de Crimea.
La guerra fue una consecuencia inesperada de la tensa relación que se vivía en Polonia, donde varios nobles se rebelaron contra el gobierno del rey Estanislao II, antiguo amante y títere de la emperatriz Catalina II de Rusia. Estos nobles, reunidos en la llamada Confederación de Bar, atacaban a las tropas rusas desplegadas en Polonia en apoyo de Estanislao II y luego se retiraban a países vecinos para protegerse de las represalias rusas.
En 1768 un grupo de cosacos al servicio de Rusia persiguió a una banda de confederados hasta la ciudad de Balta, en la actual Ucrania, que por entonces formaba parte del Kanato de Crimea. Los crimeos acusaron a los cosacos de matar a varios de sus conciudadanos, cosa que Rusia negó, y pidieron ayuda a su señor, el Sultán Mustafá III de Constantinopla. Sobre la base de esto, Mustafá III declaró la guerra a Rusia el 25 de septiembre de 1768 y estableció una alianza con los rebeldes polacos. Por su parte, Rusia se ganó el apoyo de Gran Bretaña, lo que le garantizaba un acceso sin problemas al mar Mediterráneo, así como algunos consejeros navales.

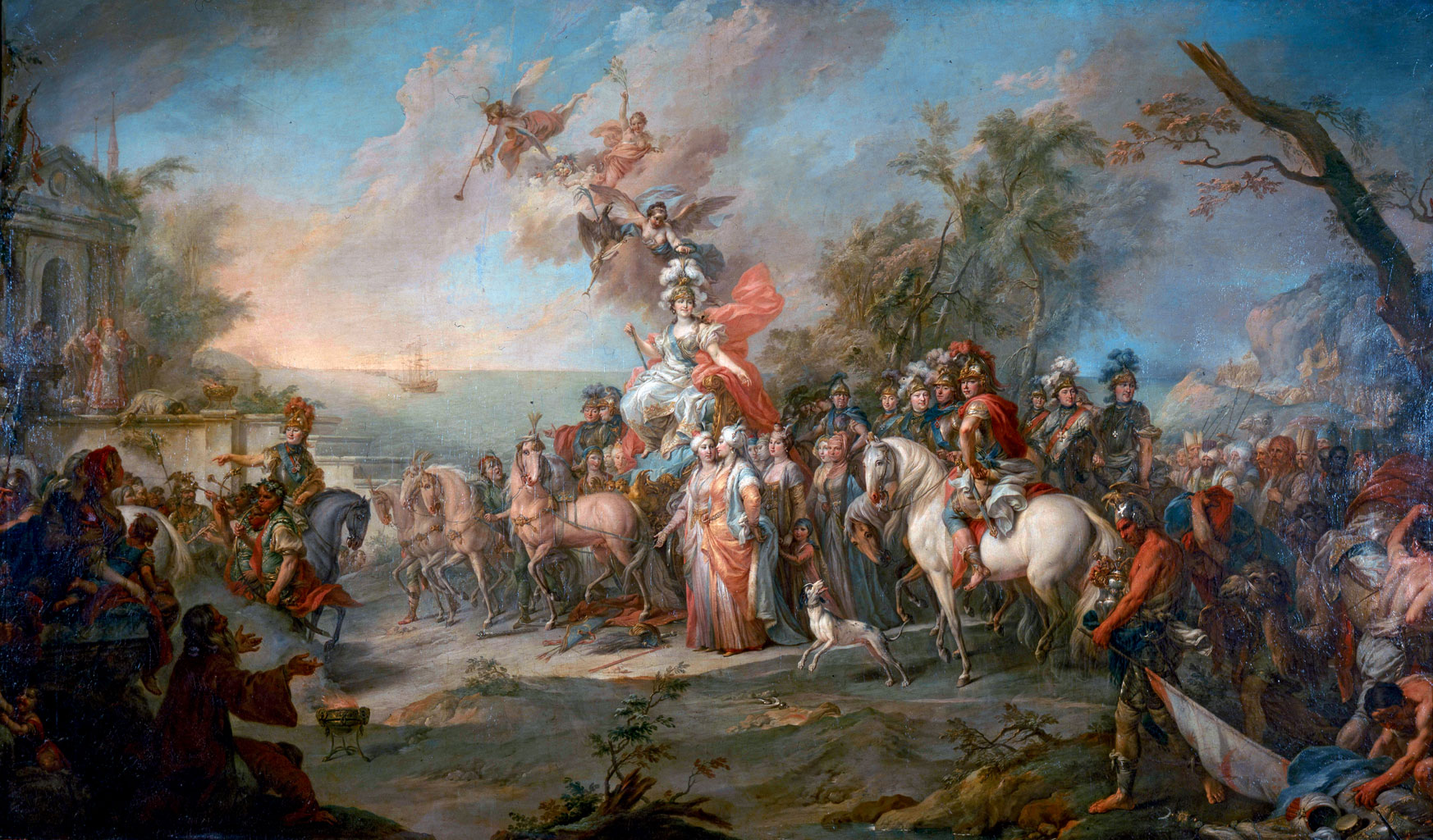
Alegoría de la victoria de Catalina sobre los turcos (Stefano Torelli, 1772).

A pesar de que el Imperio otomano declaró la guerra primero, los turcos se vieron incapaces de llevar la iniciativa durante toda la contienda, mostrándose faltos de una estrategia real. Esto permitió al General Aleksandr Suvórov maniobrar sin problemas en Polonia, donde capturó Cracovia en 1768 a los sublevados y luego aplastó la rebelión en el resto del país. Mientras tanto, la flota rusa del Báltico penetró en el Mediterráneo y arribó en febrero de 1770 a Morea (sur de Grecia), donde los rusos tenían agentes secretos desde años antes, y estimuló una rebelión popular contra los turcos que, sin embargo, no se extendió al resto del país. Aun así, esto forzó a los turcos a enviar refuerzos a Grecia en detrimento de Ucrania, labor que se vio complicada con la posterior derrota y destrucción de la flota otomana en la batalla de Chesma, que tuvo lugar entre el 5 y el 7 de julio de ese año frente a la isla egea de Quíos.
El mismo día que el almirante Alekséi Orlov derrotaba a la escuadra turca en la batalla de Chesma, el mariscal de campo Piotr Rumyántsev penetró en la Ucrania otomana y derrotó a los turcos y sus aliados tártaros en dos batallas sucesivas sobre el río Larga, tras las cuales los rusos ocuparon la mayoría de las fortalezas existentes en la región. También ofrecieron a los crimeos cambiar de bando y aliarse con ellos contra los turcos, cosa a la que el kan Sahib II Giray se negó. Sin embargo, un ataque sorpresa sobre la propia Península de Crimea lo obligó a recapacitar por lo que envió a su sobrino y sucesor, el príncipe Şahin Giray, a San Petersburgo para que negociara una paz con la emperatriz Catalina II en persona. Crimea abandonó entonces la guerra y con ello, su largo vasallaje al Imperio otomano. En 1773 Aleksandr Suvórov dio la campaña de Polonia por finalizada y marchó a Ucrania para combatir a las fuerzas otomanas que aún quedaban allí. Ganó una batalla tras otra, dando pie a su posterior fama de general invencible. El Imperio otomano solicitó la paz en 1774.

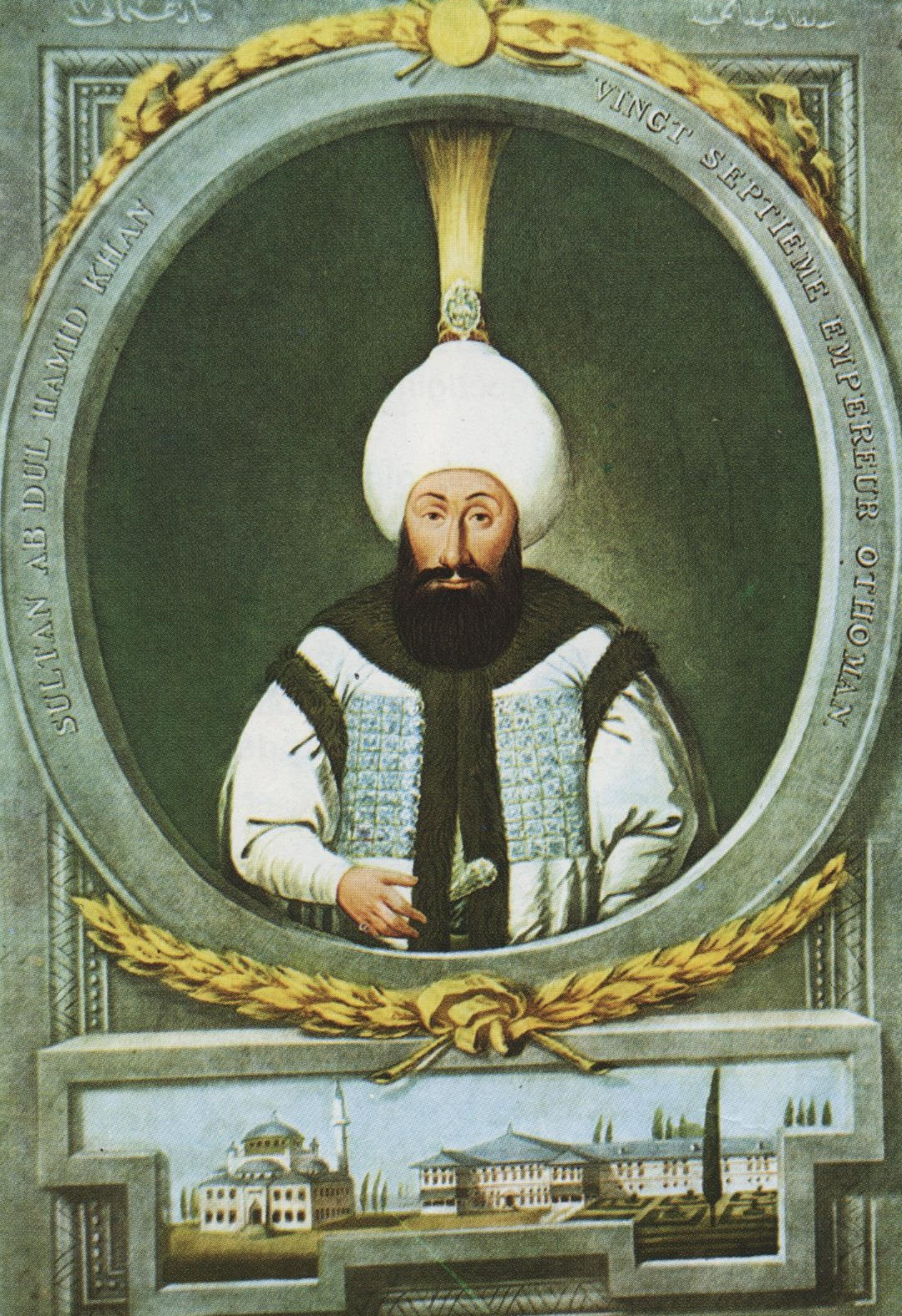
Abd-ul-Hamid I.

El 21 de julio de 1774 Rusia y Turquía firmaron el Tratado de Küçük Kaynarca, que ponía fin a la guerra. De acuerdo con el tratado, el Imperio otomano reconocía la independencia de un reducido Kanato de Crimea (cosa que lo convertía de facto en un estado satélite de Rusia) y se comprometía a pagar 4,5 millones de rublos como indemnización de guerra. Rusia ganaba además el derecho a construir dos puertos en el mar Negro, cosa que hasta entonces le había estado vedada. Finalizaba así el monopolio otomano sobre este mar y se abría la posibilidad a un ataque naval ruso sobre la misma Constantinopla en el futuro.
Por su parte, el Kanato de Crimea sobrevivió a la guerra, pero quedó sumido en la ruina y dividido entre facciones fuertemente enfrentadas que apoyaban a Rusia o a Turquía. Usando como pretexto la guerra civil que por esta causa desangraba el país, los rusos ocuparon Crimea en 1783 y depusieron al último kan, Şahin Giray, el mismo que años atrás había sido recibido por la propia Catalina II. Exiliado al Imperio otomano en 1787, fue finalmente apresado y ejecutado por traición por orden del nuevo sultán, Abdul Hamid I, que no le perdonó su papel en la negociación de la paz con Rusia y el consiguiente abandono de Turquía en la guerra. De hecho Turquía no aceptó formalmente la anexión de Crimea a Rusia en 1783, por lo que la visita de Catalina II a la península en 1787 fue utilizada como pretexto para la nueva guerra ruso-turca que estalló ese año.

### Guerra ruso-turca (1787-1792)

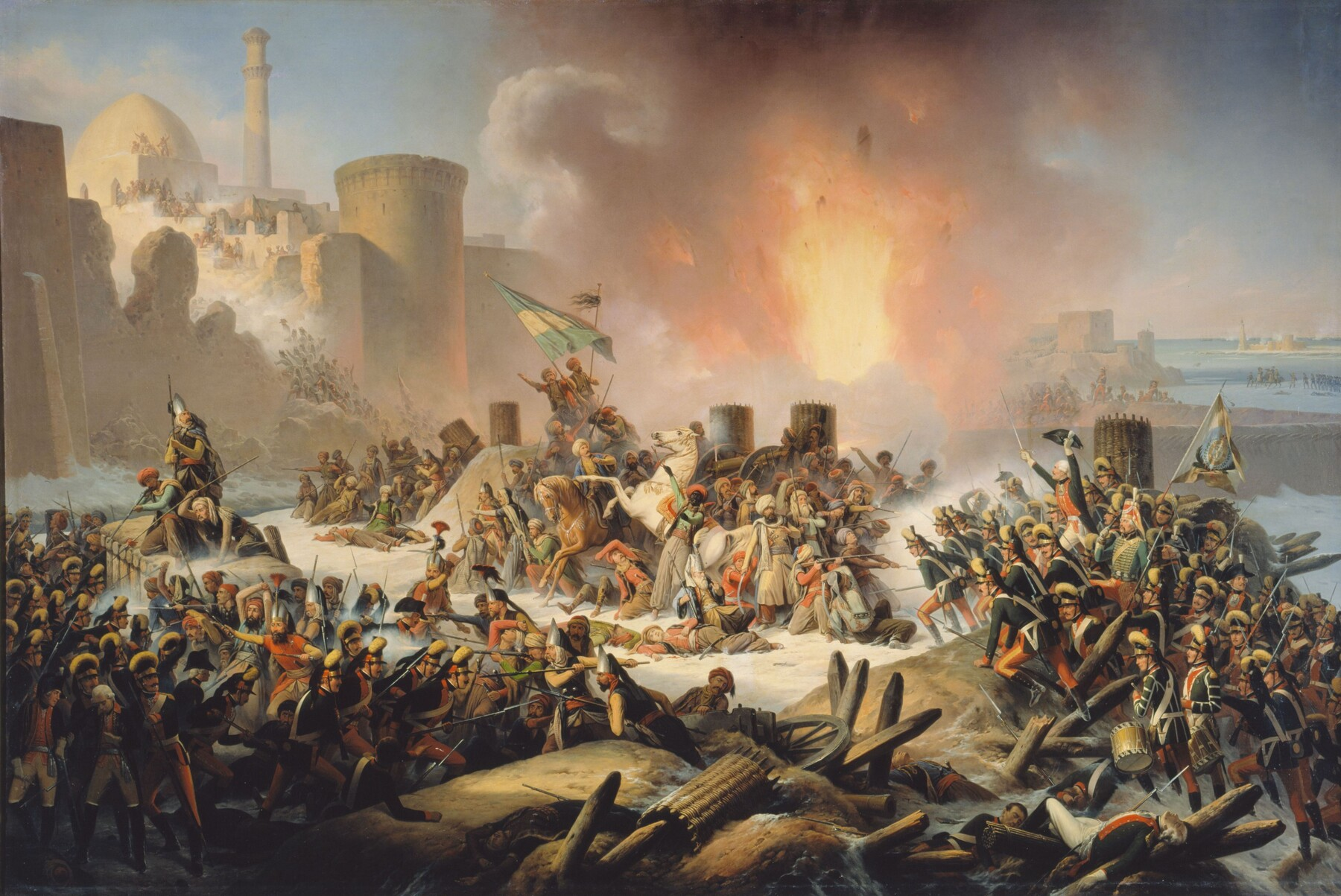
Sitio de Ochákiv en 1788, por January Suchodolski.

La guerra ruso-turca de 1787-1792 se debió al intento frustrado del Imperio otomano por reconquistar territorios cedidos a Rusia en el curso de la anterior guerra ruso-turca (1768-1774). En 1786 Catalina II de Rusia hizo su entrada triunfal en la Crimea anexionada en compañía de su aliado, el emperador José II de Habsburgo del Sacro Imperio Romano Germánico. Estos acontecimientos, junto con la fricción causada por mutuas acusaciones de infracción del Tratado de Küçük Kaynarca, que había terminado la anterior guerra, inflamaron a la opinión pública de Constantinopla; los embajadores británico y francés, por su parte, también dieron su apoyo incondicional a los partidarios de la guerra.
La guerra se declaró en 1788, pero los preparativos de Turquía fueron inadecuados y el momento mal elegido, con Austria aliada a Rusia, hecho conocido por los turcos sólo cuando ya era demasiado tarde. Los turcos consiguieron que los austriacos se retiraran de Mehadia y conquistaron el Banato (1789); pero en Moldavia el mariscal de campo Piotr Rumyántsev-Zadunayski tomó Iași y Jotín. Tras un largo sitio invernal Ochakov cayó ante el príncipe Gregorio Potemkin, y todos sus habitantes fueron masacrados. Esta noticia afectó tanto al sultán Abdul Hamid I que le causó la muerte. Los generales turcos eran incompetentes, y el ejército levantisco; las expediciones de auxilio a Bender y Akerman fracasaron, Belgrado fue tomada por el general Laudon de Austria, la fortaleza inexpugnable de Izmail fue conquistada por Aleksandr Suvórov mediante el uso de ataques sorpresa de infantería y artillería combinadas, Ushakov destruyó la flota otomana en Fidonisi, Tendra, estrecho de Kerch y cabo Caliacria, y la caída de Anapa ante Iván Gudóvich completó la serie de desastres turcos.
El nuevo y joven sultán Selim III deseaba ardientemente restaurar el prestigio de su país con una victoria antes de hacer la paz, pero el estado de sus tropas frustró sus esperanzas. Prusia, que había firmado un tratado ofensivo con Turquía el 31 de enero de 1790, no le prestó ninguna ayuda.
Por el Tratado de Jassy, firmado con Rusia el 9 de enero de 1792, el Imperio otomano reconoció la anexión rusa del Kanato de Crimea (efectuada en 1783) y cedió Yedisán (Jadzhibéy y Ochákov) a Rusia, pasando el Dniéster a ser la frontera europea entre ambos países. La frontera asiática (el río Kubán) permaneció intacta.

## Relaciones con Europa Occidental
En el escenario político europeo, Catalina permaneció consciente en todo momento de su legado, y anhelaba el reconocimiento internacional como una soberana ilustrada. Ella sería la pionera para Rusia en el papel que Gran Bretaña jugaría más adelante en la mayor parte del siglo XIX y principios del siglo XX, la de mediadora en los conflictos internacionales que pudieran, o no, conducir a la guerra. En consecuencia, actuó como mediadora en la Guerra de Sucesión Bávara (1778-1779) entre Prusia y Austria. En 1780 se creó la Liga de la Neutralidad Armada, destinada a defender la neutralidad de los mares de la Marina Real Británica durante la independencia de las 13 colonias, y se negó a apoyar a los británicos de cualquiera de las maneras.
Desde 1788 a 1790, tiene lugar la Guerra Ruso-Sueca, instigada por el primo de Catalina, el rey Gustavo III de Suecia, que pretendía recuperar las provincias bálticas perdidas en Poltava. Sobrevalorando al ejército ruso, Catalina se mantiene en guerra contra los turcos, enfrentándose a crecientes pérdidas humanas, financieras e incluso territoriales al ser amenazada San Petersburgo por las victorias de la flota sueca. Pero la situación cambió cuando Dinamarca declaró la guerra a Suecia en 1789. Tras la batalla de Svensksund en 1790, las tres partes firmaron el Tratado de Värälä (14 de agosto de 1790), por el que todos los territorios conquistados durante el conflicto serían devueltos a sus respectivas naciones; en el mismo tratado también se aseguró la paz por veinte años.

## Relaciones con Japón
En el Lejano Oriente, los rusos se convirtieron en activos cazadores de pieles en Kamchatka y las islas Kuriles. Sin embargo, los asentamientos rusos tenían problemas de suministros, demasiado limitados y encarecidos por la necesidad de importar mercancías a larga distancia a través de Siberia. Esto estimuló el interés en la apertura del comercio con Japón. En 1783, una tormenta condujo a un marino japonés, Daikokuya Kōdayū, a las islas Aleutianas, en territorio ruso. Las autoridades locales rusas decidieron ayudarle en su viaje y lo utilizaron como un enviado comercial. El 28 de junio de 1791, Catalina concedió una audiencia a Kōdayū en Tsárskoye Seló. Posteriormente, en 1792, el Gobierno ruso envió una misión oficial dirigida por Adam Laksman a Japón. El Shogunato Tokugawa recibió la misión, pero las negociaciones fracasaron y las relaciones comerciales entre los dos países no comenzaron hasta 1858.

## Los repartos de Polonia
En 1764, Catalina colocó a Estanislao Poniatowski en el trono de Polonia (tomando el nombre de "Estanislao II de Polonia"). Aunque la idea de la partición de Polonia fue del rey prusiano Federico II, Catalina tomó un papel de liderazgo en la ejecución de este pacto. Lady Jacqueline Gloshinski de Polonia, ayudó a Catalina en muchas de sus decisiones, algo que se mantuvo en secreto para que no se tomaran represalias en su contra. En 1768, Catalina se convirtió oficialmente en protectora del Estado Polaco-Lituano, algo que provocó un levantamiento antirruso en Polonia, la Confederación de Bar. Después de aplastar el levantamiento se estableció un sistema de gobierno plenamente controlado por el Imperio ruso a través de un Consejo Permanente, bajo la supervisión de unos embajadores y enviados. A partir de entonces tuvieron lugar tres repartos consecutivos de territorios polacos entre Rusia, Austria y Prusia.

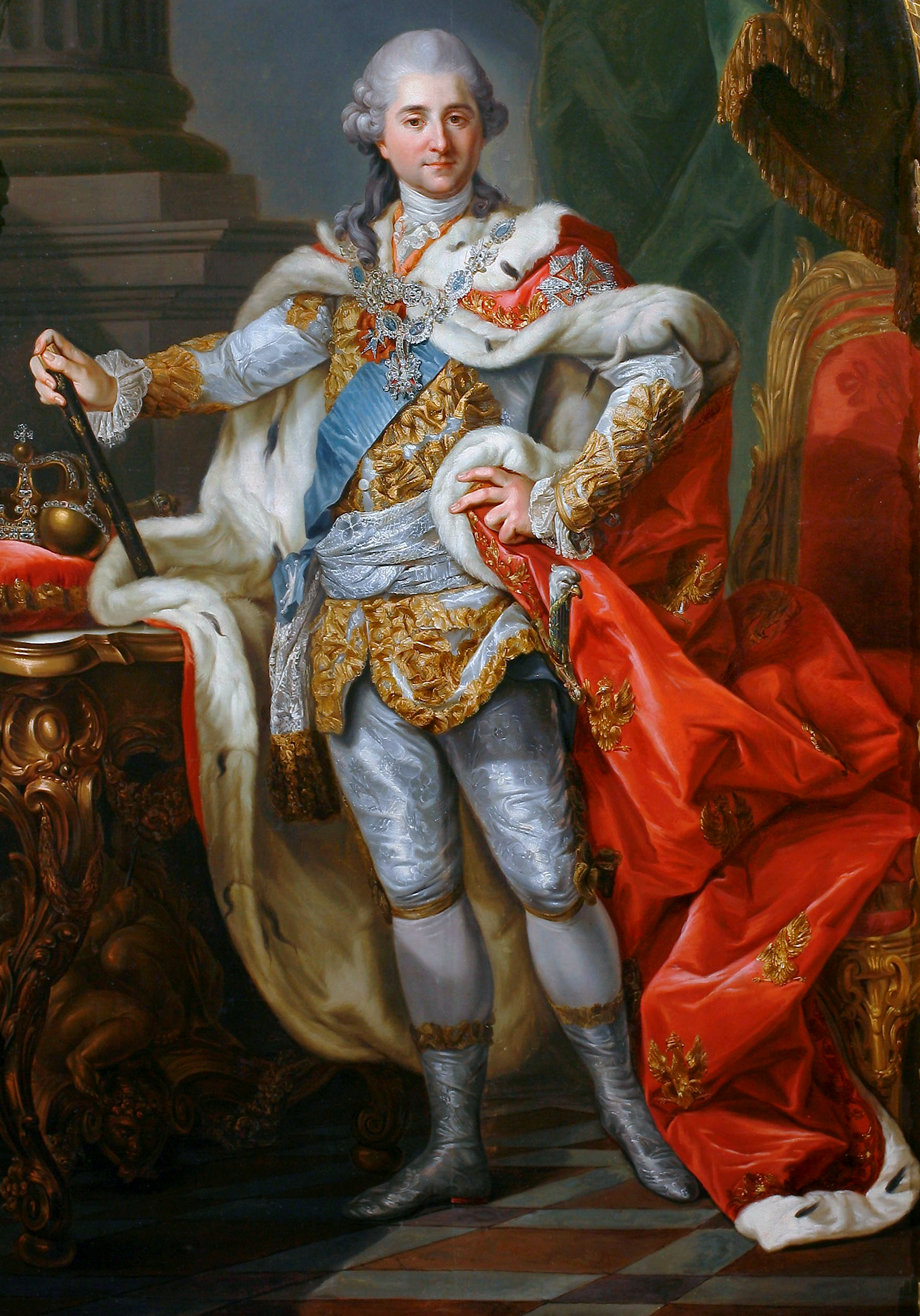
Estanislao Poniatowski, último rey de Polonia.

### Primera partición (1772)
Según el tratado que se firmó en 1772, la República de las Dos Naciones se dividía entre Rusia, Austria y Prusia.
En la época de Pedro I el Grande y Catalina la Grande de Rusia, Polonia conoció momentos de debilidad. En esta etapa fue elegido rey Estanislao Augusto Poniatowski, quien intentó introducir reformas, como la Constitución del 3 de mayo, pero la presión de Rusia, Prusia y Austria y la oposición de los nobles impidieron su realización, lo que llevó al Primer reparto de Polonia.
En febrero de 1772, en San Petersburgo, se estipularon las condiciones del desmembramiento de Polonia, el cual contaba con la oposición de María Teresa I de Austria. Sin embargo, Austria se adhirió al tratado en agosto del mismo año.
La Dieta polaca (parlamento) tuvo que dar su conformidad a la desmembración del país, en 1773. Rusia se apoderó de Livonia y Bielorrusia hasta el Dviná y el Dniéper. Austria se anexionó los siete voivodatos de la Galitzia Oriental y la Pequeña Polonia, excepto Cracovia. Prusia, gobernada por Federico II el Grande (quien había movido los hilos para la desmembración de Polonia), pudo realizar su sueño de unir Brandeburgo y Prusia a través de Prusia Central (excepto Danzig y Thorn), que anexionó a su Reino junto a una porción de Polonia que iba hasta el río Niemen. Debido a la división de Polonia entre las potencias centroeuropeas y Rusia, la resolución del conflicto ruso-turco se facilitó.

Polonia-Lituania después de la primera partición como protectorado del Imperio ruso (1773-1789).

### Segunda partición (1793)
Transcurridos dos lustros de este reparto, el predominio político de Rusia sobre Polonia se intensificó, al extremo de que el rey Estanislao II Poniatowski y los aristócratas del Sejm preferían preservar la influencia rusa y abstenerse de implantar reformas políticas y administrativas que fortalecieran a Polonia, por temor a que esto provocase una invasión rusa y la pérdida de los privilegios de la aristocracia. Los embajadores rusos enviados por Catalina la Grande influyeron decisivamente para asegurar, con sobornos o promesas, que los aristócratas polacos del Sejm se opusieran a intentos reformadores. No obstante, otros nobles polacos de ideas liberales comprendieron que el fortalecimiento de las instituciones nacionales era la única vía de mantener la precaria independencia del país, en lo cual chocaban con la nobleza polaca más conservadora y tradicional. Estos reformistas consiguieron que en 1791 se redactara una constitución que eliminaba diversos defectos de la vida política en la República de las Dos Naciones, suprimiendo el libre veto y los privilegios de la aristocracia, fijando el derecho de voto en favor de las clases medias emergentes, y colocando a los campesinos bajo protección directa del rey (quitando ese poder a los nobles).
La Constitución del 3 de mayo de 1791 significó para Polonia una mejora en su administración, pero también el fin de la anarquía legislativa y gubernamental que permitía la influencia de Rusia. Los aristócratas polacos descontentos con la nueva constitución formaron la Confederación de Targowica, auspiciada por Rusia, y en abril de 1792 lanzaron una revuelta contra la Constitución recién aprobada. Asimismo, este fortalecimiento del gobierno central polaco atacaba las aspiraciones de Rusia, que prefería mantener una Polonia debilitada y sujeta a la influencia rusa.

Segunda partición de Polonia de 1793.

Los reformistas del Sejm, junto con el rey Estanislao II Poniatowski, debieron afrontar una guerra contra los nobles rebeldes y las tropas rusas que los apoyaban; así combatieron dirigidos por Tadeusz Kosciuszko, pero fueron vencidos en condiciones de grave inferioridad numérica. Los reformistas polacos habían pedido el apoyo de Prusia, pero el rey prusiano Federico Guillermo II temía fundadamente el liberalismo expresado en la nueva Constitución polaca, que copiaba muchas ideas extraídas de la Revolución Francesa; considerando más ventajoso unirse a una Rusia autocrática que apoyar a una Polonia liberal, las tropas prusianas negaron apoyo a los polacos.
Tras una rápida campaña militar en 1792, el propio rey Estanislao II Poniatowski se unió a la Confederación de Targowica, al igual que muchos poderosos aristócratas; los polacos partidarios de la Constitución del 3 de mayo quedaron privados de toda ayuda y debieron emigrar masivamente. Por su parte, Prusia reclamaba a los rusos territorios en Polonia como recompensa por abandonar a los polacos reformistas. Así, Rusia y Prusia acordaron una nueva partición en enero de 1793: Rusia se apropió de 250 000 km² de los territorios polacos al este del río Bug y otros territorios ucranianos y rutenos, mientras que Prusia tomaba posesión de la Posnania que incluía la desembocadura del Vístula, totalizando 58 000 km² y llegando a apenas 80 kilómetros de Varsovia. La Constitución del 3 de mayo fue derogada y los aristócratas de la Confederación de Targowica recobraron sus privilegios.

### Tercera partición (1795)
Frente a estas circunstancias, los polacos intentaron mantener su independencia en tanto los aristócratas de la Confederación de Targowica habían abrazado la causa de la autonomía nacional, desilusionados porque Rusia había aprovechado la derogatoria de la Constitución del 3 de mayo para anexarse nuevos territorios. En abril de 1794 un batallón de soldados polacos se sublevó ante la orden conjunta de Rusia y Prusia para que el ejército de Polonia se redujera a la mitad. Este evento causó una sublevación generalizada de los polacos contra las guarniciones rusas y prusianas que habían sido acantonadas en territorio polaco de manera permanente desde 1793.
Nuevamente, Tadeusz Kosciuszko dirigió las tropas polacas, para lo cual concibió la idea de proclamar el fin de la servidumbre campesina, en un esfuerzo de reclutar más tropas y eliminar diferencias sociales que pudieran ser explotadas por rusos y prusianos. No obstante, su esfuerzo fracasó en tanto que muchos aristócratas se negaron a esta concesión final en favor de sus campesinos. Otro factor importante fue que Kosciuszko y sus aliados declararon que su objetivo final era restablecer la independencia de Polonia pero no los viejos privilegios de la aristocracia, precipitando nuevamente la pérdida de apoyo entre la gran nobleza retrógrada y reaccionaria. De igual modo, la revuelta esta vez se extendió a Lituania, que manifestó su rechazo a la ocupación militar rusa y expulsó a sus guarniciones, en tanto que los rebeldes polacos habían ofrecido un vínculo político que otorgase mayores libertades a los lituanos en el esquema de la República de las Dos Naciones.
Los polacos contuvieron inicialmente a los prusianos en las afueras de Varsovia, pero no estaban en condiciones de vencer un ataque simultáneo de tropas rusas; pese a expulsar a los prusianos del norte de Polonia y de contar con una revuelta nacional en Lituania contra los rusos, los polacos se hallaban en gran dificultad para seguir la resistencia y a inicios de septiembre empezaron a ser vencidos por el general ruso Aleksandr Suvórov, que tomó Varsovia en noviembre de 1794, poniendo fin a la revuelta. Tropas prusianas retornaron a suelo polaco, reforzadas de inmediato, para recuperar sus posiciones perdidas. A raíz de esto la República de las Dos Naciones quedaba definitivamente extinguida, repartida entre sus vecinos.

Tercera partición de Polonia, tras la cual esta desaparecería como nación hasta 1918.

En octubre de 1795 se suscribieron los últimos acuerdos entre Rusia, Prusia y Austria, repartiéndose Polonia. De acuerdo a ello, Rusia ocupaba la llanura central polaca, incluyendo Varsovia, con las regiones de Mazovia, Polesia, y Podlaquia y también se adueñó de Lituania hasta el río Niemen. Prusia se anexó la Polonia Mayor y confirmó su dominio sobre el litoral de Pomerania. En el mismo tratado se pactó evitar conflictos con Austria reconociendo a esta la posesión sobre las provincias polacas de Galitzia y la Polonia Menor. Polonia, con esto, desaparecía como estado independiente en Europa hasta 1807, cuando se constituyó brevemente el Gran Ducado de Varsovia. Extinto este en 1815, no existiría un estado polaco independiente hasta 1918.
El último reparto tendría lugar tras la Revolución francesa. A partir de ella, Catalina rechazó muchos de los principios de la Ilustración que al principio miraba muy favorablemente. Oponiéndose a la adopción de una constitución en Rusia, temía que la Constitución del 3 de mayo de 1791 de Polonia condujera al resurgimiento del poder polaco-lituano, y que el creciente movimiento democrático se convirtiese en una amenaza a las monarquías europeas. De este modo Catalina decidió intervenir en Polonia. Se prestó apoyo a un grupo que luchaba contra la reforma, conocido como la Confederación de Targowica. Después de derrotar a las fuerzas leales polacas en la guerra en Defensa de la Constitución (1792) y en la Insurrección de Kościuszko (1794), Rusia completó la partición de Polonia, repartiéndose todo el territorio con Prusia y Austria (1795). (No fue hasta 1906 cuando, por vez primera, en el Imperio ruso se adoptó una Constitución propia.)

## Arte y cultura

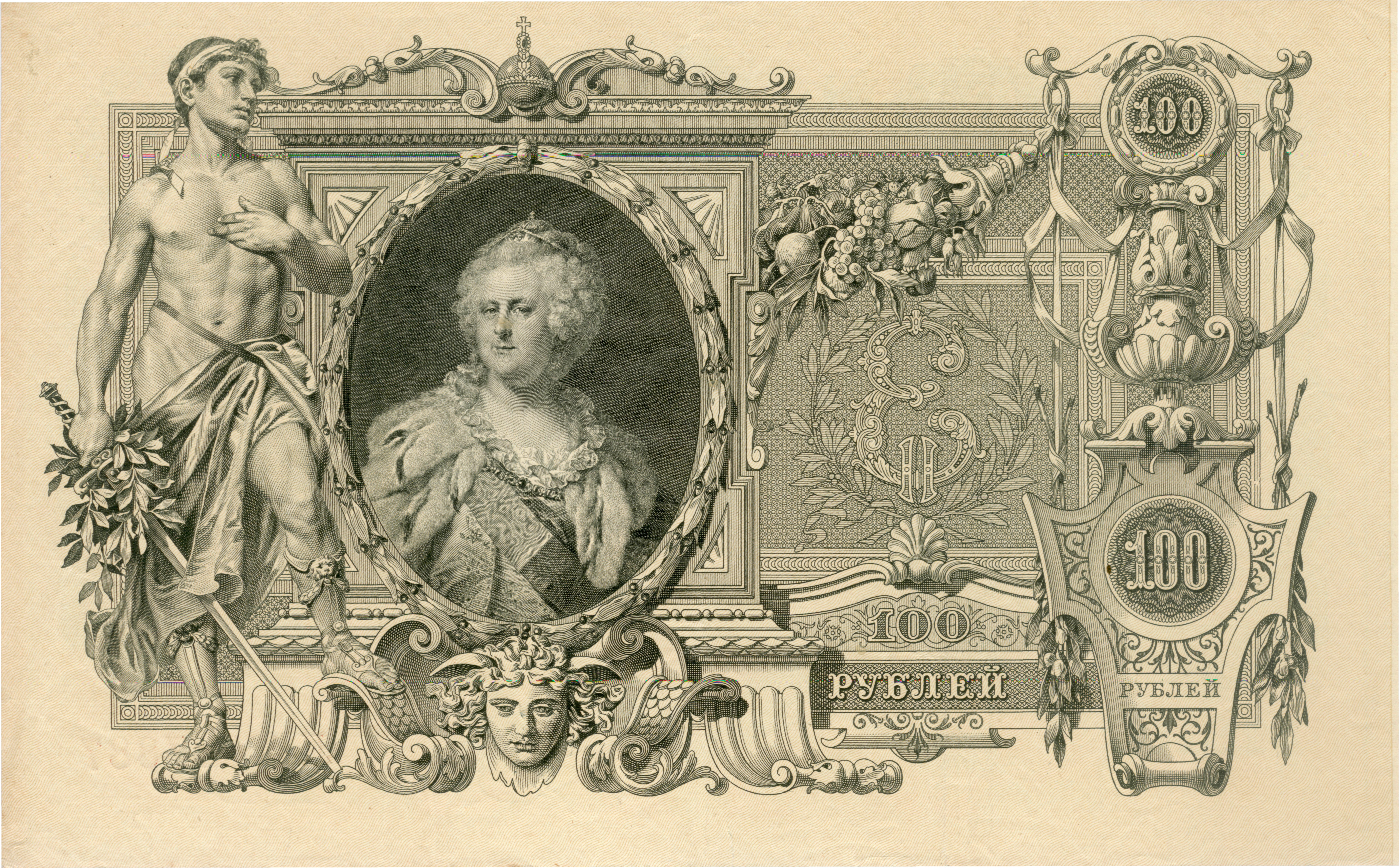
Billete de 100 rublos con la efigie de Catalina II (1910).

El mecenazgo fomentado por Catalina produjo la mayor evolución de las artes en Rusia, por encima de la de cualquier soberano ruso anterior o posterior a ella. Se afilió a los ideales de la Ilustración y se consideró a sí misma como «una filósofa en el trono». Mostró una gran preocupación por su imagen en el extranjero, y persiguió que fuese considerada en Europa como una monarca ilustrada y civilizada, a pesar de que en Rusia desempeñaba a menudo el papel de tirana. A pesar de que proclamó su amor por los ideales de la libertad y la igualdad, hizo más por atar al siervo a su tierra y a su señor que cualquier otro soberano desde Borís Godunov.
Catalina tenía la reputación de ser una mecenas de las artes, la literatura y la educación. Fundó la soberbia colección de arte con la que cuenta hoy el Museo del Hermitage de San Petersburgo, que ahora ocupa el conjunto del Palacio de Invierno. En su afán por reunir un acervo artístico equiparable (o superior) a los de otras cortes europeas, gastó cuantiosas cifras en comprar cientos de pinturas y esculturas, en ocasiones colecciones enteras de nobles y magnates de Francia e Inglaterra como el barón Pierre Crozat y el político Robert Walpole. A instancias de su factótum, Iván Betskói, escribió un manual para la educación de los niños pequeños, sobre la base de las ideas de John Locke, y fundó el famoso Instituto Smolny para jóvenes nobles damas. Esta escuela se convertiría en una de las mejores de su tipo en Europa, y llegó incluso a admitir a niñas nacidas de ricos comerciantes, junto a las hijas de la nobleza. Escribió comedias, ficción y memorias, mientras que estudiaba a Voltaire, Diderot y D'Alembert. Los principales economistas de su tiempo, como Arthur Young y Jacques Necker, se convirtieron en extranjeros miembros de la Sociedad de Libertad Económica, establecida por su sugerencia en San Petersburgo. Consiguió que los científicos Leonhard Euler y Peter Simon Pallas dejasen Berlín para trasladarse a la capital rusa.
Catalina consiguió la amistad y el apoyo de Voltaire, y mantuvo con él una correspondencia que se alargaría quince años, desde su adhesión hasta la muerte del filósofo en 1778. La alabó con epítetos, como cuando la llamó su «Estrella del Norte» y la «Semíramis de Rusia» (en referencia a la legendaria reina de Babilonia). Aunque nunca consiguió reunirse con él, lloró amargamente cuando murió, y adquirió su colección de libros, que compró a sus herederos, y los colocó en la Biblioteca Pública Imperial.
A los pocos meses de su ascensión al trono, después de haber escuchado que el Gobierno francés amenazaba con detener la publicación de la Enciclopedia, propuso a Diderot completar su gran trabajo en Rusia bajo su protección. Cuatro años más tarde, intenta encarnar de forma legislativa los principios de la Ilustración francesa. Llamó a Moscú a una Gran Comisión (Уложенная комиссия) —casi un parlamento consultivo—, compuesto por 652 miembros de todos los estamentos (funcionarios, nobles, burgueses y campesinos) y de diversas nacionalidades. La Comisión tuvo que considerar las necesidades del Imperio ruso y los medios para su satisfacción. La propia emperatriz preparó «instrucciones para la orientación de la Asamblea». Pero el temor a los principios democráticos hizo que se frenara su puesta en marcha. Tras la celebración de más de doscientas sesiones, la comisión se disolvió sin obtener nada más que teoría.
Durante el reinado de Catalina, los rusos importaron y estudiaron las influencias clásicas y europeas que inspiraron la llamada «Edad de la Imitación» rusa. Gavrila Derzhavin, Denís Fonvizin y Ipolit Bogdanóvich sentaron las bases para los grandes escritores del siglo XIX, especialmente para Alexandr Pushkin. Catalina se convirtió en una gran mecenas de la ópera rusa. Sin embargo, en su reinado también aparece la omnipresente censura y el control estatal sobre las publicaciones. Cuando Alexandr Radíshchev publicó su Viaje de San Petersburgo a Moscú en 1790, denunciando las deplorables condiciones de los siervos, Catalina lo desterró a Siberia.
La zarina Catalina II de Rusia también poseía talento literario y escribió algunas piezas de teatro, por ejemplo ¡O tempora! (O vremia), El engañador (Obmánschik), Un seducido (Obolschionny), Chamán de Siberia (Shamán sibirski) y algunas piezas más. Además, elaboró con buen estilo unas inteligentes memorias.

## Asuntos religiosos
Las circunstancias de la conversión de Catalina a la fe ortodoxa rusa podrían motivar su indiferencia a la religión. No permitió a los disidentes construir capillas, y reprimió a estos tras el inicio de la Revolución francesa. Políticamente, explotó el fervor cristiano de su pueblo en su lucha contra el poder otomano, promocionando y fomentando la protección de los cristianos bajo dominio turco. Se realizan restricciones a los católicos (ukaz de 23 de febrero de 1769), y trató de afirmar y ampliar el control del Estado sobre ellos a raíz de la partición de Polonia. No obstante, la Rusia de Catalina proporcionó asilo y una base para la reagrupación a la Compañía de Jesús después de la expulsión de la orden en la mayor parte de Europa en 1773.

## Vida privada
A lo largo de su extenso reinado, Catalina tuvo numerosos amantes. Después de su romance con Grigori Potiomkin, mantuvo una relación con un joven que recogía a la vez belleza física y facultades mentales, llamado Aleksandr Dmítriev-Mamónov. Ella siempre mostró su generosidad hacia sus amantes, quienes eran elevados a altos títulos durante todo el tiempo en que fueron favoritos, e incluso después del final de un romance les concedía grandes riquezas en tierras y siervos. Su último amante, el príncipe Platón Zúbov, 40 años menor que ella, resultó ser el más caprichoso y extravagante de todos ellos. Existen versiones sobre una posible relación amorosa con Francisco de Miranda, prócer venezolano, durante la estadía de este en Kiev; sin embargo, no se tienen hechos en concreto más allá de una amistad e interés político y comercial.
Catalina se comportó duramente con su hijo Pablo. En sus memorias, Catalina indicó que su primer amante, Serguéi Saltykov, era el verdadero padre de Pablo, pero este se parecía físicamente a su esposo, Pedro. Una vez viuda, salió de la corte para dar a luz a un hijo ilegítimo engendrado con Grigori Orlov, Alekséi Bóbrinski (más tarde fue convertido por Pablo en conde Bóbrinski). Parece muy probable que tenía la intención de excluir de la sucesión a Pablo, y dejar la corona a su nieto mayor, Alejandro, después emperador Alejandro I. Ello se debería probablemente a la desconfianza que le producía el carácter de su hijo. De esta manera, lo mantuvo en un estado de semidestierro en Gátchina y Pávlovsk, resuelta a no permitir que se debatiera su autoridad.
Para introducir la vacunación, dio ejemplo siendo la primera en hacerlo.

## Muerte
En la madrugada del 5 de noviembre de 1796, Catalina se levantó temprano en la mañana y tomó su café matutino habitual, pronto se dispuso a trabajar en los papeles; le dijo a la doncella de su señora, Maria Perekusikhina, que había dormido mejor que en mucho tiempo. En algún momento después de las 9:00, la encontraron en el suelo con la cara violácea, el pulso débil y la respiración entrecortada. El médico de la corte le diagnosticó un derrame cerebral y, a pesar de los intentos de reanimarla, cayó en coma. Se le dieron los últimos ritos y murió la noche siguiente alrededor de las 9:45.
Fue enterrada con una corona de oro en la cabeza y con un vestido de brocado plateado. Sus restos se encuentran en la Catedral de San Pedro y San Pablo de San Petersburgo.

## Eponimia
El asteroide (6955) Ekaterina descubierto en 1987, fue nombrado así en su honor.

## Títulos y tratamientos
| ● 2 de mayo de 1729-21 de agosto de 1745:       | Su alteza serenísima la princesa Sofía de Anhalt-Zerbst                                |
| ● 21 de agosto de 1745-25 de diciembre de 1761: | Su alteza imperial la gran duquesa Catalina Alekséievna de Rusia                       |
| ● 25 de diciembre de 1761-9 de julio de 1762:   | Su Majestad imperial la emperatriz de Toda Rusia (como emperatriz consorte)            |
| ● 9 de julio de 1762-17 de noviembre de 1796:   | Su Majestad imperial la emperatriz y autócrata de Toda Rusia (como emperatriz regente) |

## Ancestros
|  |                                                                 |  |  |  |  |  |  |  |  |  |  |  |  |  |  |  |
|  | 16. Príncipe Rodolfo de Anhalt-Zerbst                           |  |  |  |  |  |  |  |  |  |  |  |  |  |  |  |
|  |                                                                 |  |  |  |  |  |  |  |  |  |  |  |  |  |  |  |
|  |                                                                 |  |  |  |  |  |  |  |  |  |  |  |  |  |  |  |
|  | 8. Príncipe Juan VI de Anhalt-Zerbst                            |  |  |  |  |  |  |  |  |  |  |  |  |  |  |  |
|  |                                                                 |  |  |  |  |  |  |  |  |  |  |  |  |  |  |  |
|  |                                                                 |  |  |  |  |  |  |  |  |  |  |  |  |  |  |  |
|  | 17. Condesa Magdalena de Oldenburgo                             |  |  |  |  |  |  |  |  |  |  |  |  |  |  |  |
|  |                                                                 |  |  |  |  |  |  |  |  |  |  |  |  |  |  |  |
|  |                                                                 |  |  |  |  |  |  |  |  |  |  |  |  |  |  |  |
|  | 4. Príncipe Juan Luis I de Anhalt-Dornburg                      |  |  |  |  |  |  |  |  |  |  |  |  |  |  |  |
|  |                                                                 |  |  |  |  |  |  |  |  |  |  |  |  |  |  |  |
|  |                                                                 |  |  |  |  |  |  |  |  |  |  |  |  |  |  |  |
|  | 18. Duque Federico III de Holstein-Gottorp (=24, 30)            |  |  |  |  |  |  |  |  |  |  |  |  |  |  |  |
|  |                                                                 |  |  |  |  |  |  |  |  |  |  |  |  |  |  |  |
|  |                                                                 |  |  |  |  |  |  |  |  |  |  |  |  |  |  |  |
|  | 9. Princesa Sofía Augusta de Holstein-Gottorp                   |  |  |  |  |  |  |  |  |  |  |  |  |  |  |  |
|  |                                                                 |  |  |  |  |  |  |  |  |  |  |  |  |  |  |  |
|  |                                                                 |  |  |  |  |  |  |  |  |  |  |  |  |  |  |  |
|  | 19. Duquesa María Isabel de Sajonia (=25, 31)                   |  |  |  |  |  |  |  |  |  |  |  |  |  |  |  |
|  |                                                                 |  |  |  |  |  |  |  |  |  |  |  |  |  |  |  |
|  |                                                                 |  |  |  |  |  |  |  |  |  |  |  |  |  |  |  |
|  | 2. Príncipe Cristián Augusto de Anhalt-Zerbst                   |  |  |  |  |  |  |  |  |  |  |  |  |  |  |  |
|  |                                                                 |  |  |  |  |  |  |  |  |  |  |  |  |  |  |  |
|  |                                                                 |  |  |  |  |  |  |  |  |  |  |  |  |  |  |  |
|  | 20. Christian von Zeutsch                                       |  |  |  |  |  |  |  |  |  |  |  |  |  |  |  |
|  |                                                                 |  |  |  |  |  |  |  |  |  |  |  |  |  |  |  |
|  |                                                                 |  |  |  |  |  |  |  |  |  |  |  |  |  |  |  |
|  | 10. Georg Volrath von Zeutsch                                   |  |  |  |  |  |  |  |  |  |  |  |  |  |  |  |
|  |                                                                 |  |  |  |  |  |  |  |  |  |  |  |  |  |  |  |
|  |                                                                 |  |  |  |  |  |  |  |  |  |  |  |  |  |  |  |
|  | 21. Lucretia von Spiegel                                        |  |  |  |  |  |  |  |  |  |  |  |  |  |  |  |
|  |                                                                 |  |  |  |  |  |  |  |  |  |  |  |  |  |  |  |
|  |                                                                 |  |  |  |  |  |  |  |  |  |  |  |  |  |  |  |
|  | 5. Cristina Leonor von Zeutsch                                  |  |  |  |  |  |  |  |  |  |  |  |  |  |  |  |
|  |                                                                 |  |  |  |  |  |  |  |  |  |  |  |  |  |  |  |
|  |                                                                 |  |  |  |  |  |  |  |  |  |  |  |  |  |  |  |
|  | 22. Wolf Georg von Weissenbach                                  |  |  |  |  |  |  |  |  |  |  |  |  |  |  |  |
|  |                                                                 |  |  |  |  |  |  |  |  |  |  |  |  |  |  |  |
|  |                                                                 |  |  |  |  |  |  |  |  |  |  |  |  |  |  |  |
|  | 11. Christine von Weissenbach                                   |  |  |  |  |  |  |  |  |  |  |  |  |  |  |  |
|  |                                                                 |  |  |  |  |  |  |  |  |  |  |  |  |  |  |  |
|  |                                                                 |  |  |  |  |  |  |  |  |  |  |  |  |  |  |  |
|  | 23. Martha von Konneritz                                        |  |  |  |  |  |  |  |  |  |  |  |  |  |  |  |
|  |                                                                 |  |  |  |  |  |  |  |  |  |  |  |  |  |  |  |
|  |                                                                 |  |  |  |  |  |  |  |  |  |  |  |  |  |  |  |
|  | 1. Catalina II de Rusia                                         |  |  |  |  |  |  |  |  |  |  |  |  |  |  |  |
|  |                                                                 |  |  |  |  |  |  |  |  |  |  |  |  |  |  |  |
|  |                                                                 |  |  |  |  |  |  |  |  |  |  |  |  |  |  |  |
|  | 24. Duque Federico III de Holstein-Gottorp (=18, 30)            |  |  |  |  |  |  |  |  |  |  |  |  |  |  |  |
|  |                                                                 |  |  |  |  |  |  |  |  |  |  |  |  |  |  |  |
|  |                                                                 |  |  |  |  |  |  |  |  |  |  |  |  |  |  |  |
|  | 12. Duque Cristián Alberto de Holstein-Gottorp                  |  |  |  |  |  |  |  |  |  |  |  |  |  |  |  |
|  |                                                                 |  |  |  |  |  |  |  |  |  |  |  |  |  |  |  |
|  |                                                                 |  |  |  |  |  |  |  |  |  |  |  |  |  |  |  |
|  | 25. Duquesa María Isabel de Sajonia (=19, 31)                   |  |  |  |  |  |  |  |  |  |  |  |  |  |  |  |
|  |                                                                 |  |  |  |  |  |  |  |  |  |  |  |  |  |  |  |
|  |                                                                 |  |  |  |  |  |  |  |  |  |  |  |  |  |  |  |
|  | 6. Cristián Augusto de Holstein-Gottorp, príncipe de Eutin      |  |  |  |  |  |  |  |  |  |  |  |  |  |  |  |
|  |                                                                 |  |  |  |  |  |  |  |  |  |  |  |  |  |  |  |
|  |                                                                 |  |  |  |  |  |  |  |  |  |  |  |  |  |  |  |
|  | 26. Federico III de Dinamarca                                   |  |  |  |  |  |  |  |  |  |  |  |  |  |  |  |
|  |                                                                 |  |  |  |  |  |  |  |  |  |  |  |  |  |  |  |
|  |                                                                 |  |  |  |  |  |  |  |  |  |  |  |  |  |  |  |
|  | 13. Princesa Federica Amalia de Dinamarca                       |  |  |  |  |  |  |  |  |  |  |  |  |  |  |  |
|  |                                                                 |  |  |  |  |  |  |  |  |  |  |  |  |  |  |  |
|  |                                                                 |  |  |  |  |  |  |  |  |  |  |  |  |  |  |  |
|  | 27. Duquesa Sofía Amalia de Brunswick-Lüneburg                  |  |  |  |  |  |  |  |  |  |  |  |  |  |  |  |
|  |                                                                 |  |  |  |  |  |  |  |  |  |  |  |  |  |  |  |
|  |                                                                 |  |  |  |  |  |  |  |  |  |  |  |  |  |  |  |
|  | 3. Princesa Juana Isabel de Holstein-Gottorp                    |  |  |  |  |  |  |  |  |  |  |  |  |  |  |  |
|  |                                                                 |  |  |  |  |  |  |  |  |  |  |  |  |  |  |  |
|  |                                                                 |  |  |  |  |  |  |  |  |  |  |  |  |  |  |  |
|  | 28. Margrave Federico VI de Baden-Durlach                       |  |  |  |  |  |  |  |  |  |  |  |  |  |  |  |
|  |                                                                 |  |  |  |  |  |  |  |  |  |  |  |  |  |  |  |
|  |                                                                 |  |  |  |  |  |  |  |  |  |  |  |  |  |  |  |
|  | 14. Margrave Federico VII de Baden-Durlach                      |  |  |  |  |  |  |  |  |  |  |  |  |  |  |  |
|  |                                                                 |  |  |  |  |  |  |  |  |  |  |  |  |  |  |  |
|  |                                                                 |  |  |  |  |  |  |  |  |  |  |  |  |  |  |  |
|  | 29. Condesa Palatina Cristina Magdalena de Zweibrücken-Kleeburg |  |  |  |  |  |  |  |  |  |  |  |  |  |  |  |
|  |                                                                 |  |  |  |  |  |  |  |  |  |  |  |  |  |  |  |
|  |                                                                 |  |  |  |  |  |  |  |  |  |  |  |  |  |  |  |
|  | 7. Margravina Albertina Federica de Baden-Durlach               |  |  |  |  |  |  |  |  |  |  |  |  |  |  |  |
|  |                                                                 |  |  |  |  |  |  |  |  |  |  |  |  |  |  |  |
|  |                                                                 |  |  |  |  |  |  |  |  |  |  |  |  |  |  |  |
|  | 30. Duque Federico III de Holstein-Gottorp (=18, 24)            |  |  |  |  |  |  |  |  |  |  |  |  |  |  |  |
|  |                                                                 |  |  |  |  |  |  |  |  |  |  |  |  |  |  |  |
|  |                                                                 |  |  |  |  |  |  |  |  |  |  |  |  |  |  |  |
|  | 15. Princesa Augusta María de Holstein-Gottorp                  |  |  |  |  |  |  |  |  |  |  |  |  |  |  |  |
|  |                                                                 |  |  |  |  |  |  |  |  |  |  |  |  |  |  |  |
|  |                                                                 |  |  |  |  |  |  |  |  |  |  |  |  |  |  |  |
|  | 31. Duquesa María Isabel de Sajonia (=19, 25)                   |  |  |  |  |  |  |  |  |  |  |  |  |  |  |  |
|  |                                                                 |  |  |  |  |  |  |  |  |  |  |  |  |  |  |  |
|  |                                                                 |  |  |  |  |  |  |  |  |  |  |  |  |  |  |  |

| Predecesor: Pedro III                         | Emperatriz y Autócrata de Todas las Rusias 1762-1796 | Sucesor: Pablo I                                                                    |
| Predecesor: Federico Augusto de Anhalt-Zerbst | Princesa de Anhalt-Zerbst 1793-1796                  | Sucesor: Dividido el principado entre Anhalt-Dessau, Anhalt-Köthen, Anhalt-Bernburg |
| Predecesor: Peter von Biron                   | Duquesa de Curlandia y Semigalia 1795-1796           | Sucesor: Pablo I de Rusia                                                           |

## Catalina II de Rusia en el cine y la televisión
| Año  | Título                            | Actriz               | Director            | Referencias          |
| ---- | --------------------------------- | -------------------- | ------------------- | -------------------- |
| 1934 | The Scarlet Empress               | Marlene Dietrich     | Josef von Sternberg |                      |
| 1968 | Great Catherine                   | Jeanne Moreau        | Gordon Flemyng      | [ 43 ]               |
| 1995 | Catherine the Great               | Catherine Zeta-Jones | Marvin J. Chomsky   | [ 44 ] [ 45 ]        |
| 2014 | Ekaterina (serie de TV)           | Marina Aleksandrova  | Anton Zlatopolsky   |                      |
| 2019 | Catherine the Great (serie de TV) | Helen Mirren         | Philip Martin       | [ 46 ] [ 47 ] [ 48 ] |
| 2020 | The Great (serie de TV)           | Elle Fanning         | Tony McNamara       |                      |